# Barbaridactylus
Barbaridactylus (il cui nome significa "dito berbero") è un genere estinto di pterosauro pterodactyloide nyctosauride vissuto nel Cretaceo superiore, circa 66 milioni di anni fa (Maastrichtiano), in quello che oggi è il bacino di Ouled Abdoun, in Marocco. Il genere contiene una singola specie, la specie tipo B. grandis, descritta e pubblicata nel 2018 dai paleontologi Nicholas R. Longrich, David M. Martill e Brian Andres, nella stessa pubblicazione in cui vennero descritti anche i nyctosauridi Alcione e Simurghia.

## Scoperta e denominazione
Tutti gli esemplari conosciuti di Barbaridactylus sono stati scoperti in uno scavo durato 3 anni che ha portato alla luce circa 200 esemplari di pterosauri. Il suo esemplare tipo è catalogato come FSAC-OB 232, che consiste nel femore destro, il radio sinistro, l'ulna, l'omero, lo scapolocoracoide e una mandibola parziale. Altri quattro esemplari sono stati riferiti a Barbaridactylus, catalogati come FSAC-OB 8, 9, 10 e 11, tutti e quattro composti da omeri.
Barbaridactylus prende il nome dalla costa barbaresca del Nord Africa e dalla parola greca δάκτυλος/dactylus che significa "dito". Il suo nome specifico, grandis, significa "grande" in latino.

## Descrizione

Dimensioni di Barbaridactylus (il terzo più alto) rispetto ad altri pterosauri, uccelli del Maastrichtiano

Barbaridactylus è un grande nyctosauride, con una lunghezza dell'omero di 22,5 centimetri, che suggerisce un'apertura alare di circa 4 metri per una massa corporea di 4 kg, che lo rendono uno dei nyctosauridi più grandi conosciuti.
Come altri nyctosauridi, Barbaridactylus aveva mascelle sdentate ricurve verso l'alto. Anche l'unica vertebra cervicale conosciuta è piuttosto tipica dei nyctosauridi, poiché proporzionalmente corta e larga, una morfologia presente anche nei relativi pteranodontidi. Lo scapolocoracoide è fuso, il che significa che probabilmente l'animale a cui appartiene l'olotipo era adulto al momento della morte. Lo scapolocoracoide ha la forma di un boomerang e le due ossa (scapola e coracoide) formano un angolo di 60 gradi. L'asta omerale è lunga e sottile. La cresta deltopettorale a forma di accetta (una caratteristica distintiva dei nyctosauridi) si trova in una posizione notevolmente distale rispetto alla testa omerale, più simile a quella di Nyctosaurus che di Alcione. Questa cresta è corta e larga e la punta espansa è debolmente sviluppata, caratteristiche basali. La cresta deltopettorale appare deformata in vista anteriore, più che in altri nyctosauridi, ma molto meno che negli pteranodontidi. Sulla superficie ventrale di ciascuna testa omerale è presente una fossa pneumatica che è unica per questa specie. L'ulna è relativamente gracile, a differenza dell'ulna robusta di Alcione, e le sue estremità sono debolmente espanse. Il diametro del radio è circa due terzi di quello dell'ulna. Il femore di Barbaridactylus è relativamente tipico per un nyctosauride, sebbene non presenti la forte espansione distale presente in altri nyctosauridi. Si espande invece più dolcemente, in modo simile a quello di Pteranodon.

## Classificazione

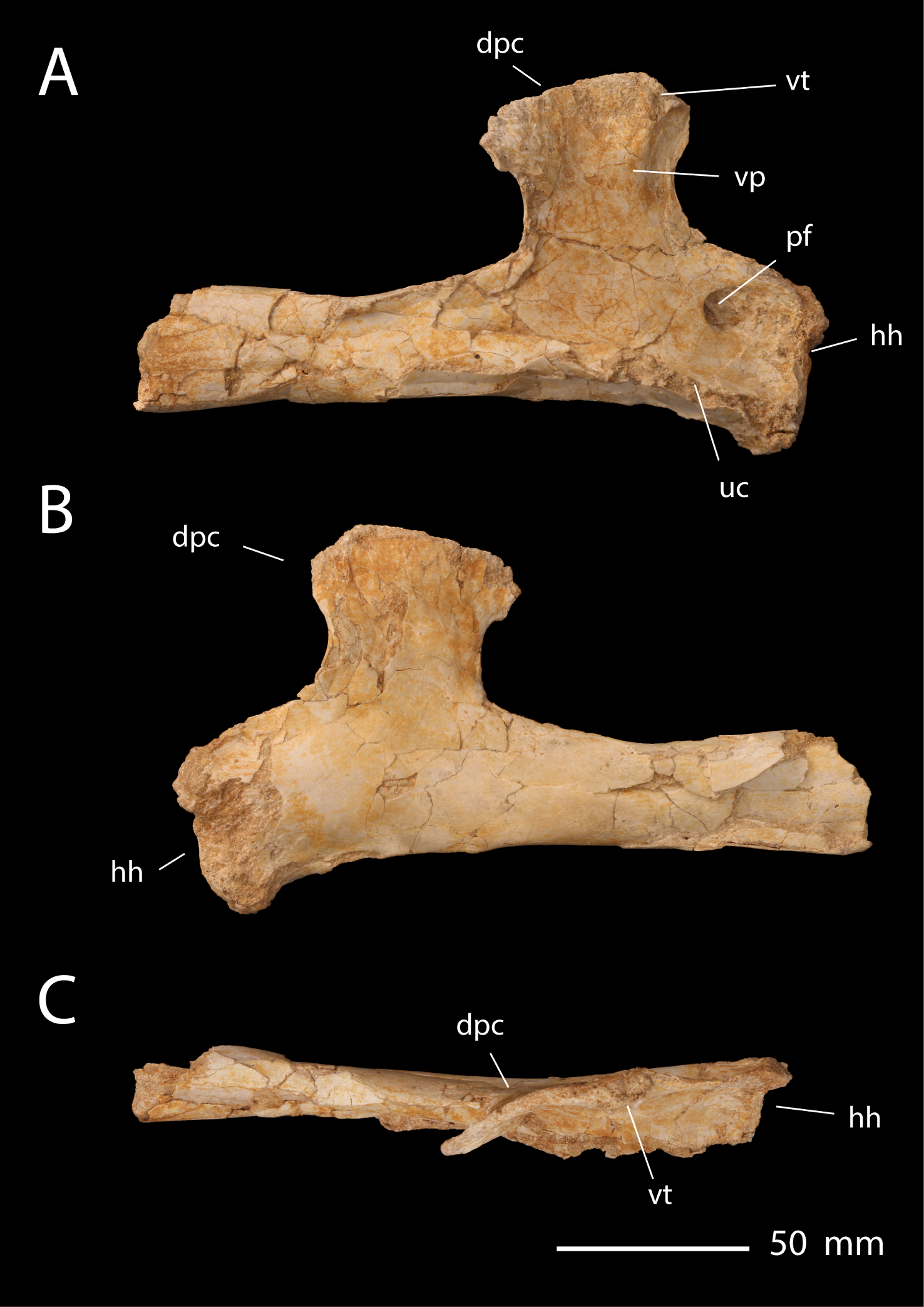
Omero destro di B. grandis

Di seguito è riportato un cladogramma che mostra i risultati di un'analisi filogenetica presentata per la prima volta da Andres e colleghi, nel 2014, e aggiornata con dati aggiuntivi da Longrich e colleghi, nel 2018. In questa analisi, hanno scoperto che Barbaridactylus è il taxon gemello della specie N. lamegoi del genere Nyctosaurus, entrambi collocati nella famiglia Nyctosauridae.
|  | \| \| Pteranodon sternbergi \| \| \| \| \| \| Pteranodon longiceps \| \| \| \| |
|  |                                                                                |
|  | Tethydraco regalis                                                             |
|  |                                                                                |
|  | Pteranodon sternbergi                                                          |
|  |                                                                                |
|  | Pteranodon longiceps                                                           |
|  |                                                                                |

|  | Pteranodon sternbergi |
|  |                       |
|  | Pteranodon longiceps  |
|  |                       |

|  | \| \| Pteranodon sternbergi \| \| \| \| \| \| Pteranodon longiceps \| \| \| \| |
|  |                                                                                |
|  | Tethydraco regalis                                                             |
|  |                                                                                |
|  | Pteranodon sternbergi                                                          |
|  |                                                                                |
|  | Pteranodon longiceps                                                           |
|  |                                                                                |

|  | Pteranodon sternbergi |
|  |                       |
|  | Pteranodon longiceps  |
|  |                       |

|  | Alcione elainus   |
|  |                   |
|  | Simurghia robusta |
|  |                   |

|  | Barbaridactylus grandis |
|  |                         |
|  | Nyctosaurus lamegoi     |
|  |                         |

|  | Nyctosaurus nanus    |
|  |                      |
|  | Nyctosaurus gracilis |
|  |                      |

|  | Barbaridactylus grandis |
|  |                         |
|  | Nyctosaurus lamegoi     |
|  |                         |

|  | Nyctosaurus nanus    |
|  |                      |
|  | Nyctosaurus gracilis |
|  |                      |

|  | Barbaridactylus grandis |
|  |                         |
|  | Nyctosaurus lamegoi     |
|  |                         |

|  | Nyctosaurus nanus    |
|  |                      |
|  | Nyctosaurus gracilis |
|  |                      |

|  | Barbaridactylus grandis |
|  |                         |
|  | Nyctosaurus lamegoi     |
|  |                         |

|  | Nyctosaurus nanus    |
|  |                      |
|  | Nyctosaurus gracilis |
|  |                      |

|  | Alcione elainus   |
|  |                   |
|  | Simurghia robusta |
|  |                   |

|  | Barbaridactylus grandis |
|  |                         |
|  | Nyctosaurus lamegoi     |
|  |                         |

|  | Nyctosaurus nanus    |
|  |                      |
|  | Nyctosaurus gracilis |
|  |                      |

|  | Barbaridactylus grandis |
|  |                         |
|  | Nyctosaurus lamegoi     |
|  |                         |

|  | Nyctosaurus nanus    |
|  |                      |
|  | Nyctosaurus gracilis |
|  |                      |

|  | Barbaridactylus grandis |
|  |                         |
|  | Nyctosaurus lamegoi     |
|  |                         |

|  | Nyctosaurus nanus    |
|  |                      |
|  | Nyctosaurus gracilis |
|  |                      |

|  | Barbaridactylus grandis |
|  |                         |
|  | Nyctosaurus lamegoi     |
|  |                         |

|  | Nyctosaurus nanus    |
|  |                      |
|  | Nyctosaurus gracilis |
|  |                      |

|  | Alcione elainus   |
|  |                   |
|  | Simurghia robusta |
|  |                   |

|  | Barbaridactylus grandis |
|  |                         |
|  | Nyctosaurus lamegoi     |
|  |                         |

|  | Nyctosaurus nanus    |
|  |                      |
|  | Nyctosaurus gracilis |
|  |                      |

|  | Barbaridactylus grandis |
|  |                         |
|  | Nyctosaurus lamegoi     |
|  |                         |

|  | Nyctosaurus nanus    |
|  |                      |
|  | Nyctosaurus gracilis |
|  |                      |

|  | Barbaridactylus grandis |
|  |                         |
|  | Nyctosaurus lamegoi     |
|  |                         |

|  | Nyctosaurus nanus    |
|  |                      |
|  | Nyctosaurus gracilis |
|  |                      |

|  | Barbaridactylus grandis |
|  |                         |
|  | Nyctosaurus lamegoi     |
|  |                         |

|  | Nyctosaurus nanus    |
|  |                      |
|  | Nyctosaurus gracilis |
|  |                      |

|  | Alcione elainus   |
|  |                   |
|  | Simurghia robusta |
|  |                   |

|  | Barbaridactylus grandis |
|  |                         |
|  | Nyctosaurus lamegoi     |
|  |                         |

|  | Nyctosaurus nanus    |
|  |                      |
|  | Nyctosaurus gracilis |
|  |                      |

|  | Barbaridactylus grandis |
|  |                         |
|  | Nyctosaurus lamegoi     |
|  |                         |

|  | Nyctosaurus nanus    |
|  |                      |
|  | Nyctosaurus gracilis |
|  |                      |

|  | Barbaridactylus grandis |
|  |                         |
|  | Nyctosaurus lamegoi     |
|  |                         |

|  | Nyctosaurus nanus    |
|  |                      |
|  | Nyctosaurus gracilis |
|  |                      |

|  | Barbaridactylus grandis |
|  |                         |
|  | Nyctosaurus lamegoi     |
|  |                         |

|  | Nyctosaurus nanus    |
|  |                      |
|  | Nyctosaurus gracilis |
|  |                      |

|  | Alcione elainus   |
|  |                   |
|  | Simurghia robusta |
|  |                   |

|  | Barbaridactylus grandis |
|  |                         |
|  | Nyctosaurus lamegoi     |
|  |                         |

|  | Nyctosaurus nanus    |
|  |                      |
|  | Nyctosaurus gracilis |
|  |                      |

|  | Barbaridactylus grandis |
|  |                         |
|  | Nyctosaurus lamegoi     |
|  |                         |

|  | Nyctosaurus nanus    |
|  |                      |
|  | Nyctosaurus gracilis |
|  |                      |

|  | Barbaridactylus grandis |
|  |                         |
|  | Nyctosaurus lamegoi     |
|  |                         |

|  | Nyctosaurus nanus    |
|  |                      |
|  | Nyctosaurus gracilis |
|  |                      |

|  | Barbaridactylus grandis |
|  |                         |
|  | Nyctosaurus lamegoi     |
|  |                         |

|  | Nyctosaurus nanus    |
|  |                      |
|  | Nyctosaurus gracilis |
|  |                      |

|  | Alcione elainus   |
|  |                   |
|  | Simurghia robusta |
|  |                   |

|  | Barbaridactylus grandis |
|  |                         |
|  | Nyctosaurus lamegoi     |
|  |                         |

|  | Nyctosaurus nanus    |
|  |                      |
|  | Nyctosaurus gracilis |
|  |                      |

|  | Barbaridactylus grandis |
|  |                         |
|  | Nyctosaurus lamegoi     |
|  |                         |

|  | Nyctosaurus nanus    |
|  |                      |
|  | Nyctosaurus gracilis |
|  |                      |

|  | Barbaridactylus grandis |
|  |                         |
|  | Nyctosaurus lamegoi     |
|  |                         |

|  | Nyctosaurus nanus    |
|  |                      |
|  | Nyctosaurus gracilis |
|  |                      |

|  | Barbaridactylus grandis |
|  |                         |
|  | Nyctosaurus lamegoi     |
|  |                         |

|  | Nyctosaurus nanus    |
|  |                      |
|  | Nyctosaurus gracilis |
|  |                      |

|  | Alcione elainus   |
|  |                   |
|  | Simurghia robusta |
|  |                   |

|  | Barbaridactylus grandis |
|  |                         |
|  | Nyctosaurus lamegoi     |
|  |                         |

|  | Nyctosaurus nanus    |
|  |                      |
|  | Nyctosaurus gracilis |
|  |                      |

|  | Barbaridactylus grandis |
|  |                         |
|  | Nyctosaurus lamegoi     |
|  |                         |

|  | Nyctosaurus nanus    |
|  |                      |
|  | Nyctosaurus gracilis |
|  |                      |

|  | Barbaridactylus grandis |
|  |                         |
|  | Nyctosaurus lamegoi     |
|  |                         |

|  | Nyctosaurus nanus    |
|  |                      |
|  | Nyctosaurus gracilis |
|  |                      |

|  | Barbaridactylus grandis |
|  |                         |
|  | Nyctosaurus lamegoi     |
|  |                         |

|  | Nyctosaurus nanus    |
|  |                      |
|  | Nyctosaurus gracilis |
|  |                      |

|  | Alcione elainus   |
|  |                   |
|  | Simurghia robusta |
|  |                   |

|  | Barbaridactylus grandis |
|  |                         |
|  | Nyctosaurus lamegoi     |
|  |                         |

|  | Nyctosaurus nanus    |
|  |                      |
|  | Nyctosaurus gracilis |
|  |                      |

|  | Barbaridactylus grandis |
|  |                         |
|  | Nyctosaurus lamegoi     |
|  |                         |

|  | Nyctosaurus nanus    |
|  |                      |
|  | Nyctosaurus gracilis |
|  |                      |

|  | Barbaridactylus grandis |
|  |                         |
|  | Nyctosaurus lamegoi     |
|  |                         |

|  | Nyctosaurus nanus    |
|  |                      |
|  | Nyctosaurus gracilis |
|  |                      |

|  | Barbaridactylus grandis |
|  |                         |
|  | Nyctosaurus lamegoi     |
|  |                         |

|  | Nyctosaurus nanus    |
|  |                      |
|  | Nyctosaurus gracilis |
|  |                      |

|  | \| \| Pteranodon sternbergi \| \| \| \| \| \| Pteranodon longiceps \| \| \| \| |
|  |                                                                                |
|  | Tethydraco regalis                                                             |
|  |                                                                                |
|  | Pteranodon sternbergi                                                          |
|  |                                                                                |
|  | Pteranodon longiceps                                                           |
|  |                                                                                |

|  | Pteranodon sternbergi |
|  |                       |
|  | Pteranodon longiceps  |
|  |                       |

|  | \| \| Pteranodon sternbergi \| \| \| \| \| \| Pteranodon longiceps \| \| \| \| |
|  |                                                                                |
|  | Tethydraco regalis                                                             |
|  |                                                                                |
|  | Pteranodon sternbergi                                                          |
|  |                                                                                |
|  | Pteranodon longiceps                                                           |
|  |                                                                                |

|  | Pteranodon sternbergi |
|  |                       |
|  | Pteranodon longiceps  |
|  |                       |

|  | Alcione elainus   |
|  |                   |
|  | Simurghia robusta |
|  |                   |

|  | Barbaridactylus grandis |
|  |                         |
|  | Nyctosaurus lamegoi     |
|  |                         |

|  | Nyctosaurus nanus    |
|  |                      |
|  | Nyctosaurus gracilis |
|  |                      |

|  | Barbaridactylus grandis |
|  |                         |
|  | Nyctosaurus lamegoi     |
|  |                         |

|  | Nyctosaurus nanus    |
|  |                      |
|  | Nyctosaurus gracilis |
|  |                      |

|  | Barbaridactylus grandis |
|  |                         |
|  | Nyctosaurus lamegoi     |
|  |                         |

|  | Nyctosaurus nanus    |
|  |                      |
|  | Nyctosaurus gracilis |
|  |                      |

|  | Barbaridactylus grandis |
|  |                         |
|  | Nyctosaurus lamegoi     |
|  |                         |

|  | Nyctosaurus nanus    |
|  |                      |
|  | Nyctosaurus gracilis |
|  |                      |

|  | Alcione elainus   |
|  |                   |
|  | Simurghia robusta |
|  |                   |

|  | Barbaridactylus grandis |
|  |                         |
|  | Nyctosaurus lamegoi     |
|  |                         |

|  | Nyctosaurus nanus    |
|  |                      |
|  | Nyctosaurus gracilis |
|  |                      |

|  | Barbaridactylus grandis |
|  |                         |
|  | Nyctosaurus lamegoi     |
|  |                         |

|  | Nyctosaurus nanus    |
|  |                      |
|  | Nyctosaurus gracilis |
|  |                      |

|  | Barbaridactylus grandis |
|  |                         |
|  | Nyctosaurus lamegoi     |
|  |                         |

|  | Nyctosaurus nanus    |
|  |                      |
|  | Nyctosaurus gracilis |
|  |                      |

|  | Barbaridactylus grandis |
|  |                         |
|  | Nyctosaurus lamegoi     |
|  |                         |

|  | Nyctosaurus nanus    |
|  |                      |
|  | Nyctosaurus gracilis |
|  |                      |

|  | Alcione elainus   |
|  |                   |
|  | Simurghia robusta |
|  |                   |

|  | Barbaridactylus grandis |
|  |                         |
|  | Nyctosaurus lamegoi     |
|  |                         |

|  | Nyctosaurus nanus    |
|  |                      |
|  | Nyctosaurus gracilis |
|  |                      |

|  | Barbaridactylus grandis |
|  |                         |
|  | Nyctosaurus lamegoi     |
|  |                         |

|  | Nyctosaurus nanus    |
|  |                      |
|  | Nyctosaurus gracilis |
|  |                      |

|  | Barbaridactylus grandis |
|  |                         |
|  | Nyctosaurus lamegoi     |
|  |                         |

|  | Nyctosaurus nanus    |
|  |                      |
|  | Nyctosaurus gracilis |
|  |                      |

|  | Barbaridactylus grandis |
|  |                         |
|  | Nyctosaurus lamegoi     |
|  |                         |

|  | Nyctosaurus nanus    |
|  |                      |
|  | Nyctosaurus gracilis |
|  |                      |

|  | Alcione elainus   |
|  |                   |
|  | Simurghia robusta |
|  |                   |

|  | Barbaridactylus grandis |
|  |                         |
|  | Nyctosaurus lamegoi     |
|  |                         |

|  | Nyctosaurus nanus    |
|  |                      |
|  | Nyctosaurus gracilis |
|  |                      |

|  | Barbaridactylus grandis |
|  |                         |
|  | Nyctosaurus lamegoi     |
|  |                         |

|  | Nyctosaurus nanus    |
|  |                      |
|  | Nyctosaurus gracilis |
|  |                      |

|  | Barbaridactylus grandis |
|  |                         |
|  | Nyctosaurus lamegoi     |
|  |                         |

|  | Nyctosaurus nanus    |
|  |                      |
|  | Nyctosaurus gracilis |
|  |                      |

|  | Barbaridactylus grandis |
|  |                         |
|  | Nyctosaurus lamegoi     |
|  |                         |

|  | Nyctosaurus nanus    |
|  |                      |
|  | Nyctosaurus gracilis |
|  |                      |

|  | Alcione elainus   |
|  |                   |
|  | Simurghia robusta |
|  |                   |

|  | Barbaridactylus grandis |
|  |                         |
|  | Nyctosaurus lamegoi     |
|  |                         |

|  | Nyctosaurus nanus    |
|  |                      |
|  | Nyctosaurus gracilis |
|  |                      |

|  | Barbaridactylus grandis |
|  |                         |
|  | Nyctosaurus lamegoi     |
|  |                         |

|  | Nyctosaurus nanus    |
|  |                      |
|  | Nyctosaurus gracilis |
|  |                      |

|  | Barbaridactylus grandis |
|  |                         |
|  | Nyctosaurus lamegoi     |
|  |                         |

|  | Nyctosaurus nanus    |
|  |                      |
|  | Nyctosaurus gracilis |
|  |                      |

|  | Barbaridactylus grandis |
|  |                         |
|  | Nyctosaurus lamegoi     |
|  |                         |

|  | Nyctosaurus nanus    |
|  |                      |
|  | Nyctosaurus gracilis |
|  |                      |

|  | Alcione elainus   |
|  |                   |
|  | Simurghia robusta |
|  |                   |

|  | Barbaridactylus grandis |
|  |                         |
|  | Nyctosaurus lamegoi     |
|  |                         |

|  | Nyctosaurus nanus    |
|  |                      |
|  | Nyctosaurus gracilis |
|  |                      |

|  | Barbaridactylus grandis |
|  |                         |
|  | Nyctosaurus lamegoi     |
|  |                         |

|  | Nyctosaurus nanus    |
|  |                      |
|  | Nyctosaurus gracilis |
|  |                      |

|  | Barbaridactylus grandis |
|  |                         |
|  | Nyctosaurus lamegoi     |
|  |                         |

|  | Nyctosaurus nanus    |
|  |                      |
|  | Nyctosaurus gracilis |
|  |                      |

|  | Barbaridactylus grandis |
|  |                         |
|  | Nyctosaurus lamegoi     |
|  |                         |

|  | Nyctosaurus nanus    |
|  |                      |
|  | Nyctosaurus gracilis |
|  |                      |

|  | Alcione elainus   |
|  |                   |
|  | Simurghia robusta |
|  |                   |

|  | Barbaridactylus grandis |
|  |                         |
|  | Nyctosaurus lamegoi     |
|  |                         |

|  | Nyctosaurus nanus    |
|  |                      |
|  | Nyctosaurus gracilis |
|  |                      |

|  | Barbaridactylus grandis |
|  |                         |
|  | Nyctosaurus lamegoi     |
|  |                         |

|  | Nyctosaurus nanus    |
|  |                      |
|  | Nyctosaurus gracilis |
|  |                      |

|  | Barbaridactylus grandis |
|  |                         |
|  | Nyctosaurus lamegoi     |
|  |                         |

|  | Nyctosaurus nanus    |
|  |                      |
|  | Nyctosaurus gracilis |
|  |                      |

|  | Barbaridactylus grandis |
|  |                         |
|  | Nyctosaurus lamegoi     |
|  |                         |

|  | Nyctosaurus nanus    |
|  |                      |
|  | Nyctosaurus gracilis |
|  |                      |

|  | Alcione elainus   |
|  |                   |
|  | Simurghia robusta |
|  |                   |

|  | Barbaridactylus grandis |
|  |                         |
|  | Nyctosaurus lamegoi     |
|  |                         |

|  | Nyctosaurus nanus    |
|  |                      |
|  | Nyctosaurus gracilis |
|  |                      |

|  | Barbaridactylus grandis |
|  |                         |
|  | Nyctosaurus lamegoi     |
|  |                         |

|  | Nyctosaurus nanus    |
|  |                      |
|  | Nyctosaurus gracilis |
|  |                      |

|  | Barbaridactylus grandis |
|  |                         |
|  | Nyctosaurus lamegoi     |
|  |                         |

|  | Nyctosaurus nanus    |
|  |                      |
|  | Nyctosaurus gracilis |
|  |                      |

|  | Barbaridactylus grandis |
|  |                         |
|  | Nyctosaurus lamegoi     |
|  |                         |

|  | Nyctosaurus nanus    |
|  |                      |
|  | Nyctosaurus gracilis |
|  |                      |

|  | \| \| Pteranodon sternbergi \| \| \| \| \| \| Pteranodon longiceps \| \| \| \| |
|  |                                                                                |
|  | Tethydraco regalis                                                             |
|  |                                                                                |
|  | Pteranodon sternbergi                                                          |
|  |                                                                                |
|  | Pteranodon longiceps                                                           |
|  |                                                                                |

|  | Pteranodon sternbergi |
|  |                       |
|  | Pteranodon longiceps  |
|  |                       |

|  | \| \| Pteranodon sternbergi \| \| \| \| \| \| Pteranodon longiceps \| \| \| \| |
|  |                                                                                |
|  | Tethydraco regalis                                                             |
|  |                                                                                |
|  | Pteranodon sternbergi                                                          |
|  |                                                                                |
|  | Pteranodon longiceps                                                           |
|  |                                                                                |

|  | Pteranodon sternbergi |
|  |                       |
|  | Pteranodon longiceps  |
|  |                       |

|  | Alcione elainus   |
|  |                   |
|  | Simurghia robusta |
|  |                   |

|  | Barbaridactylus grandis |
|  |                         |
|  | Nyctosaurus lamegoi     |
|  |                         |

|  | Nyctosaurus nanus    |
|  |                      |
|  | Nyctosaurus gracilis |
|  |                      |

|  | Barbaridactylus grandis |
|  |                         |
|  | Nyctosaurus lamegoi     |
|  |                         |

|  | Nyctosaurus nanus    |
|  |                      |
|  | Nyctosaurus gracilis |
|  |                      |

|  | Barbaridactylus grandis |
|  |                         |
|  | Nyctosaurus lamegoi     |
|  |                         |

|  | Nyctosaurus nanus    |
|  |                      |
|  | Nyctosaurus gracilis |
|  |                      |

|  | Barbaridactylus grandis |
|  |                         |
|  | Nyctosaurus lamegoi     |
|  |                         |

|  | Nyctosaurus nanus    |
|  |                      |
|  | Nyctosaurus gracilis |
|  |                      |

|  | Alcione elainus   |
|  |                   |
|  | Simurghia robusta |
|  |                   |

|  | Barbaridactylus grandis |
|  |                         |
|  | Nyctosaurus lamegoi     |
|  |                         |

|  | Nyctosaurus nanus    |
|  |                      |
|  | Nyctosaurus gracilis |
|  |                      |

|  | Barbaridactylus grandis |
|  |                         |
|  | Nyctosaurus lamegoi     |
|  |                         |

|  | Nyctosaurus nanus    |
|  |                      |
|  | Nyctosaurus gracilis |
|  |                      |

|  | Barbaridactylus grandis |
|  |                         |
|  | Nyctosaurus lamegoi     |
|  |                         |

|  | Nyctosaurus nanus    |
|  |                      |
|  | Nyctosaurus gracilis |
|  |                      |

|  | Barbaridactylus grandis |
|  |                         |
|  | Nyctosaurus lamegoi     |
|  |                         |

|  | Nyctosaurus nanus    |
|  |                      |
|  | Nyctosaurus gracilis |
|  |                      |

|  | Alcione elainus   |
|  |                   |
|  | Simurghia robusta |
|  |                   |

|  | Barbaridactylus grandis |
|  |                         |
|  | Nyctosaurus lamegoi     |
|  |                         |

|  | Nyctosaurus nanus    |
|  |                      |
|  | Nyctosaurus gracilis |
|  |                      |

|  | Barbaridactylus grandis |
|  |                         |
|  | Nyctosaurus lamegoi     |
|  |                         |

|  | Nyctosaurus nanus    |
|  |                      |
|  | Nyctosaurus gracilis |
|  |                      |

|  | Barbaridactylus grandis |
|  |                         |
|  | Nyctosaurus lamegoi     |
|  |                         |

|  | Nyctosaurus nanus    |
|  |                      |
|  | Nyctosaurus gracilis |
|  |                      |

|  | Barbaridactylus grandis |
|  |                         |
|  | Nyctosaurus lamegoi     |
|  |                         |

|  | Nyctosaurus nanus    |
|  |                      |
|  | Nyctosaurus gracilis |
|  |                      |

|  | Alcione elainus   |
|  |                   |
|  | Simurghia robusta |
|  |                   |

|  | Barbaridactylus grandis |
|  |                         |
|  | Nyctosaurus lamegoi     |
|  |                         |

|  | Nyctosaurus nanus    |
|  |                      |
|  | Nyctosaurus gracilis |
|  |                      |

|  | Barbaridactylus grandis |
|  |                         |
|  | Nyctosaurus lamegoi     |
|  |                         |

|  | Nyctosaurus nanus    |
|  |                      |
|  | Nyctosaurus gracilis |
|  |                      |

|  | Barbaridactylus grandis |
|  |                         |
|  | Nyctosaurus lamegoi     |
|  |                         |

|  | Nyctosaurus nanus    |
|  |                      |
|  | Nyctosaurus gracilis |
|  |                      |

|  | Barbaridactylus grandis |
|  |                         |
|  | Nyctosaurus lamegoi     |
|  |                         |

|  | Nyctosaurus nanus    |
|  |                      |
|  | Nyctosaurus gracilis |
|  |                      |

|  | Alcione elainus   |
|  |                   |
|  | Simurghia robusta |
|  |                   |

|  | Barbaridactylus grandis |
|  |                         |
|  | Nyctosaurus lamegoi     |
|  |                         |

|  | Nyctosaurus nanus    |
|  |                      |
|  | Nyctosaurus gracilis |
|  |                      |

|  | Barbaridactylus grandis |
|  |                         |
|  | Nyctosaurus lamegoi     |
|  |                         |

|  | Nyctosaurus nanus    |
|  |                      |
|  | Nyctosaurus gracilis |
|  |                      |

|  | Barbaridactylus grandis |
|  |                         |
|  | Nyctosaurus lamegoi     |
|  |                         |

|  | Nyctosaurus nanus    |
|  |                      |
|  | Nyctosaurus gracilis |
|  |                      |

|  | Barbaridactylus grandis |
|  |                         |
|  | Nyctosaurus lamegoi     |
|  |                         |

|  | Nyctosaurus nanus    |
|  |                      |
|  | Nyctosaurus gracilis |
|  |                      |

|  | Alcione elainus   |
|  |                   |
|  | Simurghia robusta |
|  |                   |

|  | Barbaridactylus grandis |
|  |                         |
|  | Nyctosaurus lamegoi     |
|  |                         |

|  | Nyctosaurus nanus    |
|  |                      |
|  | Nyctosaurus gracilis |
|  |                      |

|  | Barbaridactylus grandis |
|  |                         |
|  | Nyctosaurus lamegoi     |
|  |                         |

|  | Nyctosaurus nanus    |
|  |                      |
|  | Nyctosaurus gracilis |
|  |                      |

|  | Barbaridactylus grandis |
|  |                         |
|  | Nyctosaurus lamegoi     |
|  |                         |

|  | Nyctosaurus nanus    |
|  |                      |
|  | Nyctosaurus gracilis |
|  |                      |

|  | Barbaridactylus grandis |
|  |                         |
|  | Nyctosaurus lamegoi     |
|  |                         |

|  | Nyctosaurus nanus    |
|  |                      |
|  | Nyctosaurus gracilis |
|  |                      |

|  | Alcione elainus   |
|  |                   |
|  | Simurghia robusta |
|  |                   |

|  | Barbaridactylus grandis |
|  |                         |
|  | Nyctosaurus lamegoi     |
|  |                         |

|  | Nyctosaurus nanus    |
|  |                      |
|  | Nyctosaurus gracilis |
|  |                      |

|  | Barbaridactylus grandis |
|  |                         |
|  | Nyctosaurus lamegoi     |
|  |                         |

|  | Nyctosaurus nanus    |
|  |                      |
|  | Nyctosaurus gracilis |
|  |                      |

|  | Barbaridactylus grandis |
|  |                         |
|  | Nyctosaurus lamegoi     |
|  |                         |

|  | Nyctosaurus nanus    |
|  |                      |
|  | Nyctosaurus gracilis |
|  |                      |

|  | Barbaridactylus grandis |
|  |                         |
|  | Nyctosaurus lamegoi     |
|  |                         |

|  | Nyctosaurus nanus    |
|  |                      |
|  | Nyctosaurus gracilis |
|  |                      |

|  | Alcione elainus   |
|  |                   |
|  | Simurghia robusta |
|  |                   |

|  | Barbaridactylus grandis |
|  |                         |
|  | Nyctosaurus lamegoi     |
|  |                         |

|  | Nyctosaurus nanus    |
|  |                      |
|  | Nyctosaurus gracilis |
|  |                      |

|  | Barbaridactylus grandis |
|  |                         |
|  | Nyctosaurus lamegoi     |
|  |                         |

|  | Nyctosaurus nanus    |
|  |                      |
|  | Nyctosaurus gracilis |
|  |                      |

|  | Barbaridactylus grandis |
|  |                         |
|  | Nyctosaurus lamegoi     |
|  |                         |

|  | Nyctosaurus nanus    |
|  |                      |
|  | Nyctosaurus gracilis |
|  |                      |

|  | Barbaridactylus grandis |
|  |                         |
|  | Nyctosaurus lamegoi     |
|  |                         |

|  | Nyctosaurus nanus    |
|  |                      |
|  | Nyctosaurus gracilis |
|  |                      |

|  | \| \| Pteranodon sternbergi \| \| \| \| \| \| Pteranodon longiceps \| \| \| \| |
|  |                                                                                |
|  | Tethydraco regalis                                                             |
|  |                                                                                |
|  | Pteranodon sternbergi                                                          |
|  |                                                                                |
|  | Pteranodon longiceps                                                           |
|  |                                                                                |

|  | Pteranodon sternbergi |
|  |                       |
|  | Pteranodon longiceps  |
|  |                       |

|  | \| \| Pteranodon sternbergi \| \| \| \| \| \| Pteranodon longiceps \| \| \| \| |
|  |                                                                                |
|  | Tethydraco regalis                                                             |
|  |                                                                                |
|  | Pteranodon sternbergi                                                          |
|  |                                                                                |
|  | Pteranodon longiceps                                                           |
|  |                                                                                |

|  | Pteranodon sternbergi |
|  |                       |
|  | Pteranodon longiceps  |
|  |                       |

|  | Alcione elainus   |
|  |                   |
|  | Simurghia robusta |
|  |                   |

|  | Barbaridactylus grandis |
|  |                         |
|  | Nyctosaurus lamegoi     |
|  |                         |

|  | Nyctosaurus nanus    |
|  |                      |
|  | Nyctosaurus gracilis |
|  |                      |

|  | Barbaridactylus grandis |
|  |                         |
|  | Nyctosaurus lamegoi     |
|  |                         |

|  | Nyctosaurus nanus    |
|  |                      |
|  | Nyctosaurus gracilis |
|  |                      |

|  | Barbaridactylus grandis |
|  |                         |
|  | Nyctosaurus lamegoi     |
|  |                         |

|  | Nyctosaurus nanus    |
|  |                      |
|  | Nyctosaurus gracilis |
|  |                      |

|  | Barbaridactylus grandis |
|  |                         |
|  | Nyctosaurus lamegoi     |
|  |                         |

|  | Nyctosaurus nanus    |
|  |                      |
|  | Nyctosaurus gracilis |
|  |                      |

|  | Alcione elainus   |
|  |                   |
|  | Simurghia robusta |
|  |                   |

|  | Barbaridactylus grandis |
|  |                         |
|  | Nyctosaurus lamegoi     |
|  |                         |

|  | Nyctosaurus nanus    |
|  |                      |
|  | Nyctosaurus gracilis |
|  |                      |

|  | Barbaridactylus grandis |
|  |                         |
|  | Nyctosaurus lamegoi     |
|  |                         |

|  | Nyctosaurus nanus    |
|  |                      |
|  | Nyctosaurus gracilis |
|  |                      |

|  | Barbaridactylus grandis |
|  |                         |
|  | Nyctosaurus lamegoi     |
|  |                         |

|  | Nyctosaurus nanus    |
|  |                      |
|  | Nyctosaurus gracilis |
|  |                      |

|  | Barbaridactylus grandis |
|  |                         |
|  | Nyctosaurus lamegoi     |
|  |                         |

|  | Nyctosaurus nanus    |
|  |                      |
|  | Nyctosaurus gracilis |
|  |                      |

|  | Alcione elainus   |
|  |                   |
|  | Simurghia robusta |
|  |                   |

|  | Barbaridactylus grandis |
|  |                         |
|  | Nyctosaurus lamegoi     |
|  |                         |

|  | Nyctosaurus nanus    |
|  |                      |
|  | Nyctosaurus gracilis |
|  |                      |

|  | Barbaridactylus grandis |
|  |                         |
|  | Nyctosaurus lamegoi     |
|  |                         |

|  | Nyctosaurus nanus    |
|  |                      |
|  | Nyctosaurus gracilis |
|  |                      |

|  | Barbaridactylus grandis |
|  |                         |
|  | Nyctosaurus lamegoi     |
|  |                         |

|  | Nyctosaurus nanus    |
|  |                      |
|  | Nyctosaurus gracilis |
|  |                      |

|  | Barbaridactylus grandis |
|  |                         |
|  | Nyctosaurus lamegoi     |
|  |                         |

|  | Nyctosaurus nanus    |
|  |                      |
|  | Nyctosaurus gracilis |
|  |                      |

|  | Alcione elainus   |
|  |                   |
|  | Simurghia robusta |
|  |                   |

|  | Barbaridactylus grandis |
|  |                         |
|  | Nyctosaurus lamegoi     |
|  |                         |

|  | Nyctosaurus nanus    |
|  |                      |
|  | Nyctosaurus gracilis |
|  |                      |

|  | Barbaridactylus grandis |
|  |                         |
|  | Nyctosaurus lamegoi     |
|  |                         |

|  | Nyctosaurus nanus    |
|  |                      |
|  | Nyctosaurus gracilis |
|  |                      |

|  | Barbaridactylus grandis |
|  |                         |
|  | Nyctosaurus lamegoi     |
|  |                         |

|  | Nyctosaurus nanus    |
|  |                      |
|  | Nyctosaurus gracilis |
|  |                      |

|  | Barbaridactylus grandis |
|  |                         |
|  | Nyctosaurus lamegoi     |
|  |                         |

|  | Nyctosaurus nanus    |
|  |                      |
|  | Nyctosaurus gracilis |
|  |                      |

|  | Alcione elainus   |
|  |                   |
|  | Simurghia robusta |
|  |                   |

|  | Barbaridactylus grandis |
|  |                         |
|  | Nyctosaurus lamegoi     |
|  |                         |

|  | Nyctosaurus nanus    |
|  |                      |
|  | Nyctosaurus gracilis |
|  |                      |

|  | Barbaridactylus grandis |
|  |                         |
|  | Nyctosaurus lamegoi     |
|  |                         |

|  | Nyctosaurus nanus    |
|  |                      |
|  | Nyctosaurus gracilis |
|  |                      |

|  | Barbaridactylus grandis |
|  |                         |
|  | Nyctosaurus lamegoi     |
|  |                         |

|  | Nyctosaurus nanus    |
|  |                      |
|  | Nyctosaurus gracilis |
|  |                      |

|  | Barbaridactylus grandis |
|  |                         |
|  | Nyctosaurus lamegoi     |
|  |                         |

|  | Nyctosaurus nanus    |
|  |                      |
|  | Nyctosaurus gracilis |
|  |                      |

|  | Alcione elainus   |
|  |                   |
|  | Simurghia robusta |
|  |                   |

|  | Barbaridactylus grandis |
|  |                         |
|  | Nyctosaurus lamegoi     |
|  |                         |

|  | Nyctosaurus nanus    |
|  |                      |
|  | Nyctosaurus gracilis |
|  |                      |

|  | Barbaridactylus grandis |
|  |                         |
|  | Nyctosaurus lamegoi     |
|  |                         |

|  | Nyctosaurus nanus    |
|  |                      |
|  | Nyctosaurus gracilis |
|  |                      |

|  | Barbaridactylus grandis |
|  |                         |
|  | Nyctosaurus lamegoi     |
|  |                         |

|  | Nyctosaurus nanus    |
|  |                      |
|  | Nyctosaurus gracilis |
|  |                      |

|  | Barbaridactylus grandis |
|  |                         |
|  | Nyctosaurus lamegoi     |
|  |                         |

|  | Nyctosaurus nanus    |
|  |                      |
|  | Nyctosaurus gracilis |
|  |                      |

|  | Alcione elainus   |
|  |                   |
|  | Simurghia robusta |
|  |                   |

|  | Barbaridactylus grandis |
|  |                         |
|  | Nyctosaurus lamegoi     |
|  |                         |

|  | Nyctosaurus nanus    |
|  |                      |
|  | Nyctosaurus gracilis |
|  |                      |

|  | Barbaridactylus grandis |
|  |                         |
|  | Nyctosaurus lamegoi     |
|  |                         |

|  | Nyctosaurus nanus    |
|  |                      |
|  | Nyctosaurus gracilis |
|  |                      |

|  | Barbaridactylus grandis |
|  |                         |
|  | Nyctosaurus lamegoi     |
|  |                         |

|  | Nyctosaurus nanus    |
|  |                      |
|  | Nyctosaurus gracilis |
|  |                      |

|  | Barbaridactylus grandis |
|  |                         |
|  | Nyctosaurus lamegoi     |
|  |                         |

|  | Nyctosaurus nanus    |
|  |                      |
|  | Nyctosaurus gracilis |
|  |                      |

|  | Alcione elainus   |
|  |                   |
|  | Simurghia robusta |
|  |                   |

|  | Barbaridactylus grandis |
|  |                         |
|  | Nyctosaurus lamegoi     |
|  |                         |

|  | Nyctosaurus nanus    |
|  |                      |
|  | Nyctosaurus gracilis |
|  |                      |

|  | Barbaridactylus grandis |
|  |                         |
|  | Nyctosaurus lamegoi     |
|  |                         |

|  | Nyctosaurus nanus    |
|  |                      |
|  | Nyctosaurus gracilis |
|  |                      |

|  | Barbaridactylus grandis |
|  |                         |
|  | Nyctosaurus lamegoi     |
|  |                         |

|  | Nyctosaurus nanus    |
|  |                      |
|  | Nyctosaurus gracilis |
|  |                      |

|  | Barbaridactylus grandis |
|  |                         |
|  | Nyctosaurus lamegoi     |
|  |                         |

|  | Nyctosaurus nanus    |
|  |                      |
|  | Nyctosaurus gracilis |
|  |                      |

|  | \| \| Pteranodon sternbergi \| \| \| \| \| \| Pteranodon longiceps \| \| \| \| |
|  |                                                                                |
|  | Tethydraco regalis                                                             |
|  |                                                                                |
|  | Pteranodon sternbergi                                                          |
|  |                                                                                |
|  | Pteranodon longiceps                                                           |
|  |                                                                                |

|  | Pteranodon sternbergi |
|  |                       |
|  | Pteranodon longiceps  |
|  |                       |

|  | \| \| Pteranodon sternbergi \| \| \| \| \| \| Pteranodon longiceps \| \| \| \| |
|  |                                                                                |
|  | Tethydraco regalis                                                             |
|  |                                                                                |
|  | Pteranodon sternbergi                                                          |
|  |                                                                                |
|  | Pteranodon longiceps                                                           |
|  |                                                                                |

|  | Pteranodon sternbergi |
|  |                       |
|  | Pteranodon longiceps  |
|  |                       |

|  | Alcione elainus   |
|  |                   |
|  | Simurghia robusta |
|  |                   |

|  | Barbaridactylus grandis |
|  |                         |
|  | Nyctosaurus lamegoi     |
|  |                         |

|  | Nyctosaurus nanus    |
|  |                      |
|  | Nyctosaurus gracilis |
|  |                      |

|  | Barbaridactylus grandis |
|  |                         |
|  | Nyctosaurus lamegoi     |
|  |                         |

|  | Nyctosaurus nanus    |
|  |                      |
|  | Nyctosaurus gracilis |
|  |                      |

|  | Barbaridactylus grandis |
|  |                         |
|  | Nyctosaurus lamegoi     |
|  |                         |

|  | Nyctosaurus nanus    |
|  |                      |
|  | Nyctosaurus gracilis |
|  |                      |

|  | Barbaridactylus grandis |
|  |                         |
|  | Nyctosaurus lamegoi     |
|  |                         |

|  | Nyctosaurus nanus    |
|  |                      |
|  | Nyctosaurus gracilis |
|  |                      |

|  | Alcione elainus   |
|  |                   |
|  | Simurghia robusta |
|  |                   |

|  | Barbaridactylus grandis |
|  |                         |
|  | Nyctosaurus lamegoi     |
|  |                         |

|  | Nyctosaurus nanus    |
|  |                      |
|  | Nyctosaurus gracilis |
|  |                      |

|  | Barbaridactylus grandis |
|  |                         |
|  | Nyctosaurus lamegoi     |
|  |                         |

|  | Nyctosaurus nanus    |
|  |                      |
|  | Nyctosaurus gracilis |
|  |                      |

|  | Barbaridactylus grandis |
|  |                         |
|  | Nyctosaurus lamegoi     |
|  |                         |

|  | Nyctosaurus nanus    |
|  |                      |
|  | Nyctosaurus gracilis |
|  |                      |

|  | Barbaridactylus grandis |
|  |                         |
|  | Nyctosaurus lamegoi     |
|  |                         |

|  | Nyctosaurus nanus    |
|  |                      |
|  | Nyctosaurus gracilis |
|  |                      |

|  | Alcione elainus   |
|  |                   |
|  | Simurghia robusta |
|  |                   |

|  | Barbaridactylus grandis |
|  |                         |
|  | Nyctosaurus lamegoi     |
|  |                         |

|  | Nyctosaurus nanus    |
|  |                      |
|  | Nyctosaurus gracilis |
|  |                      |

|  | Barbaridactylus grandis |
|  |                         |
|  | Nyctosaurus lamegoi     |
|  |                         |

|  | Nyctosaurus nanus    |
|  |                      |
|  | Nyctosaurus gracilis |
|  |                      |

|  | Barbaridactylus grandis |
|  |                         |
|  | Nyctosaurus lamegoi     |
|  |                         |

|  | Nyctosaurus nanus    |
|  |                      |
|  | Nyctosaurus gracilis |
|  |                      |

|  | Barbaridactylus grandis |
|  |                         |
|  | Nyctosaurus lamegoi     |
|  |                         |

|  | Nyctosaurus nanus    |
|  |                      |
|  | Nyctosaurus gracilis |
|  |                      |

|  | Alcione elainus   |
|  |                   |
|  | Simurghia robusta |
|  |                   |

|  | Barbaridactylus grandis |
|  |                         |
|  | Nyctosaurus lamegoi     |
|  |                         |

|  | Nyctosaurus nanus    |
|  |                      |
|  | Nyctosaurus gracilis |
|  |                      |

|  | Barbaridactylus grandis |
|  |                         |
|  | Nyctosaurus lamegoi     |
|  |                         |

|  | Nyctosaurus nanus    |
|  |                      |
|  | Nyctosaurus gracilis |
|  |                      |

|  | Barbaridactylus grandis |
|  |                         |
|  | Nyctosaurus lamegoi     |
|  |                         |

|  | Nyctosaurus nanus    |
|  |                      |
|  | Nyctosaurus gracilis |
|  |                      |

|  | Barbaridactylus grandis |
|  |                         |
|  | Nyctosaurus lamegoi     |
|  |                         |

|  | Nyctosaurus nanus    |
|  |                      |
|  | Nyctosaurus gracilis |
|  |                      |

|  | Alcione elainus   |
|  |                   |
|  | Simurghia robusta |
|  |                   |

|  | Barbaridactylus grandis |
|  |                         |
|  | Nyctosaurus lamegoi     |
|  |                         |

|  | Nyctosaurus nanus    |
|  |                      |
|  | Nyctosaurus gracilis |
|  |                      |

|  | Barbaridactylus grandis |
|  |                         |
|  | Nyctosaurus lamegoi     |
|  |                         |

|  | Nyctosaurus nanus    |
|  |                      |
|  | Nyctosaurus gracilis |
|  |                      |

|  | Barbaridactylus grandis |
|  |                         |
|  | Nyctosaurus lamegoi     |
|  |                         |

|  | Nyctosaurus nanus    |
|  |                      |
|  | Nyctosaurus gracilis |
|  |                      |

|  | Barbaridactylus grandis |
|  |                         |
|  | Nyctosaurus lamegoi     |
|  |                         |

|  | Nyctosaurus nanus    |
|  |                      |
|  | Nyctosaurus gracilis |
|  |                      |

|  | Alcione elainus   |
|  |                   |
|  | Simurghia robusta |
|  |                   |

|  | Barbaridactylus grandis |
|  |                         |
|  | Nyctosaurus lamegoi     |
|  |                         |

|  | Nyctosaurus nanus    |
|  |                      |
|  | Nyctosaurus gracilis |
|  |                      |

|  | Barbaridactylus grandis |
|  |                         |
|  | Nyctosaurus lamegoi     |
|  |                         |

|  | Nyctosaurus nanus    |
|  |                      |
|  | Nyctosaurus gracilis |
|  |                      |

|  | Barbaridactylus grandis |
|  |                         |
|  | Nyctosaurus lamegoi     |
|  |                         |

|  | Nyctosaurus nanus    |
|  |                      |
|  | Nyctosaurus gracilis |
|  |                      |

|  | Barbaridactylus grandis |
|  |                         |
|  | Nyctosaurus lamegoi     |
|  |                         |

|  | Nyctosaurus nanus    |
|  |                      |
|  | Nyctosaurus gracilis |
|  |                      |

|  | Alcione elainus   |
|  |                   |
|  | Simurghia robusta |
|  |                   |

|  | Barbaridactylus grandis |
|  |                         |
|  | Nyctosaurus lamegoi     |
|  |                         |

|  | Nyctosaurus nanus    |
|  |                      |
|  | Nyctosaurus gracilis |
|  |                      |

|  | Barbaridactylus grandis |
|  |                         |
|  | Nyctosaurus lamegoi     |
|  |                         |

|  | Nyctosaurus nanus    |
|  |                      |
|  | Nyctosaurus gracilis |
|  |                      |

|  | Barbaridactylus grandis |
|  |                         |
|  | Nyctosaurus lamegoi     |
|  |                         |

|  | Nyctosaurus nanus    |
|  |                      |
|  | Nyctosaurus gracilis |
|  |                      |

|  | Barbaridactylus grandis |
|  |                         |
|  | Nyctosaurus lamegoi     |
|  |                         |

|  | Nyctosaurus nanus    |
|  |                      |
|  | Nyctosaurus gracilis |
|  |                      |

|  | Alcione elainus   |
|  |                   |
|  | Simurghia robusta |
|  |                   |

|  | Barbaridactylus grandis |
|  |                         |
|  | Nyctosaurus lamegoi     |
|  |                         |

|  | Nyctosaurus nanus    |
|  |                      |
|  | Nyctosaurus gracilis |
|  |                      |

|  | Barbaridactylus grandis |
|  |                         |
|  | Nyctosaurus lamegoi     |
|  |                         |

|  | Nyctosaurus nanus    |
|  |                      |
|  | Nyctosaurus gracilis |
|  |                      |

|  | Barbaridactylus grandis |
|  |                         |
|  | Nyctosaurus lamegoi     |
|  |                         |

|  | Nyctosaurus nanus    |
|  |                      |
|  | Nyctosaurus gracilis |
|  |                      |

|  | Barbaridactylus grandis |
|  |                         |
|  | Nyctosaurus lamegoi     |
|  |                         |

|  | Nyctosaurus nanus    |
|  |                      |
|  | Nyctosaurus gracilis |
|  |                      |

|  | \| \| Pteranodon sternbergi \| \| \| \| \| \| Pteranodon longiceps \| \| \| \| |
|  |                                                                                |
|  | Tethydraco regalis                                                             |
|  |                                                                                |
|  | Pteranodon sternbergi                                                          |
|  |                                                                                |
|  | Pteranodon longiceps                                                           |
|  |                                                                                |

|  | Pteranodon sternbergi |
|  |                       |
|  | Pteranodon longiceps  |
|  |                       |

|  | \| \| Pteranodon sternbergi \| \| \| \| \| \| Pteranodon longiceps \| \| \| \| |
|  |                                                                                |
|  | Tethydraco regalis                                                             |
|  |                                                                                |
|  | Pteranodon sternbergi                                                          |
|  |                                                                                |
|  | Pteranodon longiceps                                                           |
|  |                                                                                |

|  | Pteranodon sternbergi |
|  |                       |
|  | Pteranodon longiceps  |
|  |                       |

|  | Alcione elainus   |
|  |                   |
|  | Simurghia robusta |
|  |                   |

|  | Barbaridactylus grandis |
|  |                         |
|  | Nyctosaurus lamegoi     |
|  |                         |

|  | Nyctosaurus nanus    |
|  |                      |
|  | Nyctosaurus gracilis |
|  |                      |

|  | Barbaridactylus grandis |
|  |                         |
|  | Nyctosaurus lamegoi     |
|  |                         |

|  | Nyctosaurus nanus    |
|  |                      |
|  | Nyctosaurus gracilis |
|  |                      |

|  | Barbaridactylus grandis |
|  |                         |
|  | Nyctosaurus lamegoi     |
|  |                         |

|  | Nyctosaurus nanus    |
|  |                      |
|  | Nyctosaurus gracilis |
|  |                      |

|  | Barbaridactylus grandis |
|  |                         |
|  | Nyctosaurus lamegoi     |
|  |                         |

|  | Nyctosaurus nanus    |
|  |                      |
|  | Nyctosaurus gracilis |
|  |                      |

|  | Alcione elainus   |
|  |                   |
|  | Simurghia robusta |
|  |                   |

|  | Barbaridactylus grandis |
|  |                         |
|  | Nyctosaurus lamegoi     |
|  |                         |

|  | Nyctosaurus nanus    |
|  |                      |
|  | Nyctosaurus gracilis |
|  |                      |

|  | Barbaridactylus grandis |
|  |                         |
|  | Nyctosaurus lamegoi     |
|  |                         |

|  | Nyctosaurus nanus    |
|  |                      |
|  | Nyctosaurus gracilis |
|  |                      |

|  | Barbaridactylus grandis |
|  |                         |
|  | Nyctosaurus lamegoi     |
|  |                         |

|  | Nyctosaurus nanus    |
|  |                      |
|  | Nyctosaurus gracilis |
|  |                      |

|  | Barbaridactylus grandis |
|  |                         |
|  | Nyctosaurus lamegoi     |
|  |                         |

|  | Nyctosaurus nanus    |
|  |                      |
|  | Nyctosaurus gracilis |
|  |                      |

|  | Alcione elainus   |
|  |                   |
|  | Simurghia robusta |
|  |                   |

|  | Barbaridactylus grandis |
|  |                         |
|  | Nyctosaurus lamegoi     |
|  |                         |

|  | Nyctosaurus nanus    |
|  |                      |
|  | Nyctosaurus gracilis |
|  |                      |

|  | Barbaridactylus grandis |
|  |                         |
|  | Nyctosaurus lamegoi     |
|  |                         |

|  | Nyctosaurus nanus    |
|  |                      |
|  | Nyctosaurus gracilis |
|  |                      |

|  | Barbaridactylus grandis |
|  |                         |
|  | Nyctosaurus lamegoi     |
|  |                         |

|  | Nyctosaurus nanus    |
|  |                      |
|  | Nyctosaurus gracilis |
|  |                      |

|  | Barbaridactylus grandis |
|  |                         |
|  | Nyctosaurus lamegoi     |
|  |                         |

|  | Nyctosaurus nanus    |
|  |                      |
|  | Nyctosaurus gracilis |
|  |                      |

|  | Alcione elainus   |
|  |                   |
|  | Simurghia robusta |
|  |                   |

|  | Barbaridactylus grandis |
|  |                         |
|  | Nyctosaurus lamegoi     |
|  |                         |

|  | Nyctosaurus nanus    |
|  |                      |
|  | Nyctosaurus gracilis |
|  |                      |

|  | Barbaridactylus grandis |
|  |                         |
|  | Nyctosaurus lamegoi     |
|  |                         |

|  | Nyctosaurus nanus    |
|  |                      |
|  | Nyctosaurus gracilis |
|  |                      |

|  | Barbaridactylus grandis |
|  |                         |
|  | Nyctosaurus lamegoi     |
|  |                         |

|  | Nyctosaurus nanus    |
|  |                      |
|  | Nyctosaurus gracilis |
|  |                      |

|  | Barbaridactylus grandis |
|  |                         |
|  | Nyctosaurus lamegoi     |
|  |                         |

|  | Nyctosaurus nanus    |
|  |                      |
|  | Nyctosaurus gracilis |
|  |                      |

|  | Alcione elainus   |
|  |                   |
|  | Simurghia robusta |
|  |                   |

|  | Barbaridactylus grandis |
|  |                         |
|  | Nyctosaurus lamegoi     |
|  |                         |

|  | Nyctosaurus nanus    |
|  |                      |
|  | Nyctosaurus gracilis |
|  |                      |

|  | Barbaridactylus grandis |
|  |                         |
|  | Nyctosaurus lamegoi     |
|  |                         |

|  | Nyctosaurus nanus    |
|  |                      |
|  | Nyctosaurus gracilis |
|  |                      |

|  | Barbaridactylus grandis |
|  |                         |
|  | Nyctosaurus lamegoi     |
|  |                         |

|  | Nyctosaurus nanus    |
|  |                      |
|  | Nyctosaurus gracilis |
|  |                      |

|  | Barbaridactylus grandis |
|  |                         |
|  | Nyctosaurus lamegoi     |
|  |                         |

|  | Nyctosaurus nanus    |
|  |                      |
|  | Nyctosaurus gracilis |
|  |                      |

|  | Alcione elainus   |
|  |                   |
|  | Simurghia robusta |
|  |                   |

|  | Barbaridactylus grandis |
|  |                         |
|  | Nyctosaurus lamegoi     |
|  |                         |

|  | Nyctosaurus nanus    |
|  |                      |
|  | Nyctosaurus gracilis |
|  |                      |

|  | Barbaridactylus grandis |
|  |                         |
|  | Nyctosaurus lamegoi     |
|  |                         |

|  | Nyctosaurus nanus    |
|  |                      |
|  | Nyctosaurus gracilis |
|  |                      |

|  | Barbaridactylus grandis |
|  |                         |
|  | Nyctosaurus lamegoi     |
|  |                         |

|  | Nyctosaurus nanus    |
|  |                      |
|  | Nyctosaurus gracilis |
|  |                      |

|  | Barbaridactylus grandis |
|  |                         |
|  | Nyctosaurus lamegoi     |
|  |                         |

|  | Nyctosaurus nanus    |
|  |                      |
|  | Nyctosaurus gracilis |
|  |                      |

|  | Alcione elainus   |
|  |                   |
|  | Simurghia robusta |
|  |                   |

|  | Barbaridactylus grandis |
|  |                         |
|  | Nyctosaurus lamegoi     |
|  |                         |

|  | Nyctosaurus nanus    |
|  |                      |
|  | Nyctosaurus gracilis |
|  |                      |

|  | Barbaridactylus grandis |
|  |                         |
|  | Nyctosaurus lamegoi     |
|  |                         |

|  | Nyctosaurus nanus    |
|  |                      |
|  | Nyctosaurus gracilis |
|  |                      |

|  | Barbaridactylus grandis |
|  |                         |
|  | Nyctosaurus lamegoi     |
|  |                         |

|  | Nyctosaurus nanus    |
|  |                      |
|  | Nyctosaurus gracilis |
|  |                      |

|  | Barbaridactylus grandis |
|  |                         |
|  | Nyctosaurus lamegoi     |
|  |                         |

|  | Nyctosaurus nanus    |
|  |                      |
|  | Nyctosaurus gracilis |
|  |                      |

|  | Alcione elainus   |
|  |                   |
|  | Simurghia robusta |
|  |                   |

|  | Barbaridactylus grandis |
|  |                         |
|  | Nyctosaurus lamegoi     |
|  |                         |

|  | Nyctosaurus nanus    |
|  |                      |
|  | Nyctosaurus gracilis |
|  |                      |

|  | Barbaridactylus grandis |
|  |                         |
|  | Nyctosaurus lamegoi     |
|  |                         |

|  | Nyctosaurus nanus    |
|  |                      |
|  | Nyctosaurus gracilis |
|  |                      |

|  | Barbaridactylus grandis |
|  |                         |
|  | Nyctosaurus lamegoi     |
|  |                         |

|  | Nyctosaurus nanus    |
|  |                      |
|  | Nyctosaurus gracilis |
|  |                      |

|  | Barbaridactylus grandis |
|  |                         |
|  | Nyctosaurus lamegoi     |
|  |                         |

|  | Nyctosaurus nanus    |
|  |                      |
|  | Nyctosaurus gracilis |
|  |                      |

|  | \| \| Pteranodon sternbergi \| \| \| \| \| \| Pteranodon longiceps \| \| \| \| |
|  |                                                                                |
|  | Tethydraco regalis                                                             |
|  |                                                                                |
|  | Pteranodon sternbergi                                                          |
|  |                                                                                |
|  | Pteranodon longiceps                                                           |
|  |                                                                                |

|  | Pteranodon sternbergi |
|  |                       |
|  | Pteranodon longiceps  |
|  |                       |

|  | \| \| Pteranodon sternbergi \| \| \| \| \| \| Pteranodon longiceps \| \| \| \| |
|  |                                                                                |
|  | Tethydraco regalis                                                             |
|  |                                                                                |
|  | Pteranodon sternbergi                                                          |
|  |                                                                                |
|  | Pteranodon longiceps                                                           |
|  |                                                                                |

|  | Pteranodon sternbergi |
|  |                       |
|  | Pteranodon longiceps  |
|  |                       |

|  | Alcione elainus   |
|  |                   |
|  | Simurghia robusta |
|  |                   |

|  | Barbaridactylus grandis |
|  |                         |
|  | Nyctosaurus lamegoi     |
|  |                         |

|  | Nyctosaurus nanus    |
|  |                      |
|  | Nyctosaurus gracilis |
|  |                      |

|  | Barbaridactylus grandis |
|  |                         |
|  | Nyctosaurus lamegoi     |
|  |                         |

|  | Nyctosaurus nanus    |
|  |                      |
|  | Nyctosaurus gracilis |
|  |                      |

|  | Barbaridactylus grandis |
|  |                         |
|  | Nyctosaurus lamegoi     |
|  |                         |

|  | Nyctosaurus nanus    |
|  |                      |
|  | Nyctosaurus gracilis |
|  |                      |

|  | Barbaridactylus grandis |
|  |                         |
|  | Nyctosaurus lamegoi     |
|  |                         |

|  | Nyctosaurus nanus    |
|  |                      |
|  | Nyctosaurus gracilis |
|  |                      |

|  | Alcione elainus   |
|  |                   |
|  | Simurghia robusta |
|  |                   |

|  | Barbaridactylus grandis |
|  |                         |
|  | Nyctosaurus lamegoi     |
|  |                         |

|  | Nyctosaurus nanus    |
|  |                      |
|  | Nyctosaurus gracilis |
|  |                      |

|  | Barbaridactylus grandis |
|  |                         |
|  | Nyctosaurus lamegoi     |
|  |                         |

|  | Nyctosaurus nanus    |
|  |                      |
|  | Nyctosaurus gracilis |
|  |                      |

|  | Barbaridactylus grandis |
|  |                         |
|  | Nyctosaurus lamegoi     |
|  |                         |

|  | Nyctosaurus nanus    |
|  |                      |
|  | Nyctosaurus gracilis |
|  |                      |

|  | Barbaridactylus grandis |
|  |                         |
|  | Nyctosaurus lamegoi     |
|  |                         |

|  | Nyctosaurus nanus    |
|  |                      |
|  | Nyctosaurus gracilis |
|  |                      |

|  | Alcione elainus   |
|  |                   |
|  | Simurghia robusta |
|  |                   |

|  | Barbaridactylus grandis |
|  |                         |
|  | Nyctosaurus lamegoi     |
|  |                         |

|  | Nyctosaurus nanus    |
|  |                      |
|  | Nyctosaurus gracilis |
|  |                      |

|  | Barbaridactylus grandis |
|  |                         |
|  | Nyctosaurus lamegoi     |
|  |                         |

|  | Nyctosaurus nanus    |
|  |                      |
|  | Nyctosaurus gracilis |
|  |                      |

|  | Barbaridactylus grandis |
|  |                         |
|  | Nyctosaurus lamegoi     |
|  |                         |

|  | Nyctosaurus nanus    |
|  |                      |
|  | Nyctosaurus gracilis |
|  |                      |

|  | Barbaridactylus grandis |
|  |                         |
|  | Nyctosaurus lamegoi     |
|  |                         |

|  | Nyctosaurus nanus    |
|  |                      |
|  | Nyctosaurus gracilis |
|  |                      |

|  | Alcione elainus   |
|  |                   |
|  | Simurghia robusta |
|  |                   |

|  | Barbaridactylus grandis |
|  |                         |
|  | Nyctosaurus lamegoi     |
|  |                         |

|  | Nyctosaurus nanus    |
|  |                      |
|  | Nyctosaurus gracilis |
|  |                      |

|  | Barbaridactylus grandis |
|  |                         |
|  | Nyctosaurus lamegoi     |
|  |                         |

|  | Nyctosaurus nanus    |
|  |                      |
|  | Nyctosaurus gracilis |
|  |                      |

|  | Barbaridactylus grandis |
|  |                         |
|  | Nyctosaurus lamegoi     |
|  |                         |

|  | Nyctosaurus nanus    |
|  |                      |
|  | Nyctosaurus gracilis |
|  |                      |

|  | Barbaridactylus grandis |
|  |                         |
|  | Nyctosaurus lamegoi     |
|  |                         |

|  | Nyctosaurus nanus    |
|  |                      |
|  | Nyctosaurus gracilis |
|  |                      |

|  | Alcione elainus   |
|  |                   |
|  | Simurghia robusta |
|  |                   |

|  | Barbaridactylus grandis |
|  |                         |
|  | Nyctosaurus lamegoi     |
|  |                         |

|  | Nyctosaurus nanus    |
|  |                      |
|  | Nyctosaurus gracilis |
|  |                      |

|  | Barbaridactylus grandis |
|  |                         |
|  | Nyctosaurus lamegoi     |
|  |                         |

|  | Nyctosaurus nanus    |
|  |                      |
|  | Nyctosaurus gracilis |
|  |                      |

|  | Barbaridactylus grandis |
|  |                         |
|  | Nyctosaurus lamegoi     |
|  |                         |

|  | Nyctosaurus nanus    |
|  |                      |
|  | Nyctosaurus gracilis |
|  |                      |

|  | Barbaridactylus grandis |
|  |                         |
|  | Nyctosaurus lamegoi     |
|  |                         |

|  | Nyctosaurus nanus    |
|  |                      |
|  | Nyctosaurus gracilis |
|  |                      |

|  | Alcione elainus   |
|  |                   |
|  | Simurghia robusta |
|  |                   |

|  | Barbaridactylus grandis |
|  |                         |
|  | Nyctosaurus lamegoi     |
|  |                         |

|  | Nyctosaurus nanus    |
|  |                      |
|  | Nyctosaurus gracilis |
|  |                      |

|  | Barbaridactylus grandis |
|  |                         |
|  | Nyctosaurus lamegoi     |
|  |                         |

|  | Nyctosaurus nanus    |
|  |                      |
|  | Nyctosaurus gracilis |
|  |                      |

|  | Barbaridactylus grandis |
|  |                         |
|  | Nyctosaurus lamegoi     |
|  |                         |

|  | Nyctosaurus nanus    |
|  |                      |
|  | Nyctosaurus gracilis |
|  |                      |

|  | Barbaridactylus grandis |
|  |                         |
|  | Nyctosaurus lamegoi     |
|  |                         |

|  | Nyctosaurus nanus    |
|  |                      |
|  | Nyctosaurus gracilis |
|  |                      |

|  | Alcione elainus   |
|  |                   |
|  | Simurghia robusta |
|  |                   |

|  | Barbaridactylus grandis |
|  |                         |
|  | Nyctosaurus lamegoi     |
|  |                         |

|  | Nyctosaurus nanus    |
|  |                      |
|  | Nyctosaurus gracilis |
|  |                      |

|  | Barbaridactylus grandis |
|  |                         |
|  | Nyctosaurus lamegoi     |
|  |                         |

|  | Nyctosaurus nanus    |
|  |                      |
|  | Nyctosaurus gracilis |
|  |                      |

|  | Barbaridactylus grandis |
|  |                         |
|  | Nyctosaurus lamegoi     |
|  |                         |

|  | Nyctosaurus nanus    |
|  |                      |
|  | Nyctosaurus gracilis |
|  |                      |

|  | Barbaridactylus grandis |
|  |                         |
|  | Nyctosaurus lamegoi     |
|  |                         |

|  | Nyctosaurus nanus    |
|  |                      |
|  | Nyctosaurus gracilis |
|  |                      |

|  | Alcione elainus   |
|  |                   |
|  | Simurghia robusta |
|  |                   |

|  | Barbaridactylus grandis |
|  |                         |
|  | Nyctosaurus lamegoi     |
|  |                         |

|  | Nyctosaurus nanus    |
|  |                      |
|  | Nyctosaurus gracilis |
|  |                      |

|  | Barbaridactylus grandis |
|  |                         |
|  | Nyctosaurus lamegoi     |
|  |                         |

|  | Nyctosaurus nanus    |
|  |                      |
|  | Nyctosaurus gracilis |
|  |                      |

|  | Barbaridactylus grandis |
|  |                         |
|  | Nyctosaurus lamegoi     |
|  |                         |

|  | Nyctosaurus nanus    |
|  |                      |
|  | Nyctosaurus gracilis |
|  |                      |

|  | Barbaridactylus grandis |
|  |                         |
|  | Nyctosaurus lamegoi     |
|  |                         |

|  | Nyctosaurus nanus    |
|  |                      |
|  | Nyctosaurus gracilis |
|  |                      |

|  | \| \| Pteranodon sternbergi \| \| \| \| \| \| Pteranodon longiceps \| \| \| \| |
|  |                                                                                |
|  | Tethydraco regalis                                                             |
|  |                                                                                |
|  | Pteranodon sternbergi                                                          |
|  |                                                                                |
|  | Pteranodon longiceps                                                           |
|  |                                                                                |

|  | Pteranodon sternbergi |
|  |                       |
|  | Pteranodon longiceps  |
|  |                       |

|  | \| \| Pteranodon sternbergi \| \| \| \| \| \| Pteranodon longiceps \| \| \| \| |
|  |                                                                                |
|  | Tethydraco regalis                                                             |
|  |                                                                                |
|  | Pteranodon sternbergi                                                          |
|  |                                                                                |
|  | Pteranodon longiceps                                                           |
|  |                                                                                |

|  | Pteranodon sternbergi |
|  |                       |
|  | Pteranodon longiceps  |
|  |                       |

|  | Alcione elainus   |
|  |                   |
|  | Simurghia robusta |
|  |                   |

|  | Barbaridactylus grandis |
|  |                         |
|  | Nyctosaurus lamegoi     |
|  |                         |

|  | Nyctosaurus nanus    |
|  |                      |
|  | Nyctosaurus gracilis |
|  |                      |

|  | Barbaridactylus grandis |
|  |                         |
|  | Nyctosaurus lamegoi     |
|  |                         |

|  | Nyctosaurus nanus    |
|  |                      |
|  | Nyctosaurus gracilis |
|  |                      |

|  | Barbaridactylus grandis |
|  |                         |
|  | Nyctosaurus lamegoi     |
|  |                         |

|  | Nyctosaurus nanus    |
|  |                      |
|  | Nyctosaurus gracilis |
|  |                      |

|  | Barbaridactylus grandis |
|  |                         |
|  | Nyctosaurus lamegoi     |
|  |                         |

|  | Nyctosaurus nanus    |
|  |                      |
|  | Nyctosaurus gracilis |
|  |                      |

|  | Alcione elainus   |
|  |                   |
|  | Simurghia robusta |
|  |                   |

|  | Barbaridactylus grandis |
|  |                         |
|  | Nyctosaurus lamegoi     |
|  |                         |

|  | Nyctosaurus nanus    |
|  |                      |
|  | Nyctosaurus gracilis |
|  |                      |

|  | Barbaridactylus grandis |
|  |                         |
|  | Nyctosaurus lamegoi     |
|  |                         |

|  | Nyctosaurus nanus    |
|  |                      |
|  | Nyctosaurus gracilis |
|  |                      |

|  | Barbaridactylus grandis |
|  |                         |
|  | Nyctosaurus lamegoi     |
|  |                         |

|  | Nyctosaurus nanus    |
|  |                      |
|  | Nyctosaurus gracilis |
|  |                      |

|  | Barbaridactylus grandis |
|  |                         |
|  | Nyctosaurus lamegoi     |
|  |                         |

|  | Nyctosaurus nanus    |
|  |                      |
|  | Nyctosaurus gracilis |
|  |                      |

|  | Alcione elainus   |
|  |                   |
|  | Simurghia robusta |
|  |                   |

|  | Barbaridactylus grandis |
|  |                         |
|  | Nyctosaurus lamegoi     |
|  |                         |

|  | Nyctosaurus nanus    |
|  |                      |
|  | Nyctosaurus gracilis |
|  |                      |

|  | Barbaridactylus grandis |
|  |                         |
|  | Nyctosaurus lamegoi     |
|  |                         |

|  | Nyctosaurus nanus    |
|  |                      |
|  | Nyctosaurus gracilis |
|  |                      |

|  | Barbaridactylus grandis |
|  |                         |
|  | Nyctosaurus lamegoi     |
|  |                         |

|  | Nyctosaurus nanus    |
|  |                      |
|  | Nyctosaurus gracilis |
|  |                      |

|  | Barbaridactylus grandis |
|  |                         |
|  | Nyctosaurus lamegoi     |
|  |                         |

|  | Nyctosaurus nanus    |
|  |                      |
|  | Nyctosaurus gracilis |
|  |                      |

|  | Alcione elainus   |
|  |                   |
|  | Simurghia robusta |
|  |                   |

|  | Barbaridactylus grandis |
|  |                         |
|  | Nyctosaurus lamegoi     |
|  |                         |

|  | Nyctosaurus nanus    |
|  |                      |
|  | Nyctosaurus gracilis |
|  |                      |

|  | Barbaridactylus grandis |
|  |                         |
|  | Nyctosaurus lamegoi     |
|  |                         |

|  | Nyctosaurus nanus    |
|  |                      |
|  | Nyctosaurus gracilis |
|  |                      |

|  | Barbaridactylus grandis |
|  |                         |
|  | Nyctosaurus lamegoi     |
|  |                         |

|  | Nyctosaurus nanus    |
|  |                      |
|  | Nyctosaurus gracilis |
|  |                      |

|  | Barbaridactylus grandis |
|  |                         |
|  | Nyctosaurus lamegoi     |
|  |                         |

|  | Nyctosaurus nanus    |
|  |                      |
|  | Nyctosaurus gracilis |
|  |                      |

|  | Alcione elainus   |
|  |                   |
|  | Simurghia robusta |
|  |                   |

|  | Barbaridactylus grandis |
|  |                         |
|  | Nyctosaurus lamegoi     |
|  |                         |

|  | Nyctosaurus nanus    |
|  |                      |
|  | Nyctosaurus gracilis |
|  |                      |

|  | Barbaridactylus grandis |
|  |                         |
|  | Nyctosaurus lamegoi     |
|  |                         |

|  | Nyctosaurus nanus    |
|  |                      |
|  | Nyctosaurus gracilis |
|  |                      |

|  | Barbaridactylus grandis |
|  |                         |
|  | Nyctosaurus lamegoi     |
|  |                         |

|  | Nyctosaurus nanus    |
|  |                      |
|  | Nyctosaurus gracilis |
|  |                      |

|  | Barbaridactylus grandis |
|  |                         |
|  | Nyctosaurus lamegoi     |
|  |                         |

|  | Nyctosaurus nanus    |
|  |                      |
|  | Nyctosaurus gracilis |
|  |                      |

|  | Alcione elainus   |
|  |                   |
|  | Simurghia robusta |
|  |                   |

|  | Barbaridactylus grandis |
|  |                         |
|  | Nyctosaurus lamegoi     |
|  |                         |

|  | Nyctosaurus nanus    |
|  |                      |
|  | Nyctosaurus gracilis |
|  |                      |

|  | Barbaridactylus grandis |
|  |                         |
|  | Nyctosaurus lamegoi     |
|  |                         |

|  | Nyctosaurus nanus    |
|  |                      |
|  | Nyctosaurus gracilis |
|  |                      |

|  | Barbaridactylus grandis |
|  |                         |
|  | Nyctosaurus lamegoi     |
|  |                         |

|  | Nyctosaurus nanus    |
|  |                      |
|  | Nyctosaurus gracilis |
|  |                      |

|  | Barbaridactylus grandis |
|  |                         |
|  | Nyctosaurus lamegoi     |
|  |                         |

|  | Nyctosaurus nanus    |
|  |                      |
|  | Nyctosaurus gracilis |
|  |                      |

|  | Alcione elainus   |
|  |                   |
|  | Simurghia robusta |
|  |                   |

|  | Barbaridactylus grandis |
|  |                         |
|  | Nyctosaurus lamegoi     |
|  |                         |

|  | Nyctosaurus nanus    |
|  |                      |
|  | Nyctosaurus gracilis |
|  |                      |

|  | Barbaridactylus grandis |
|  |                         |
|  | Nyctosaurus lamegoi     |
|  |                         |

|  | Nyctosaurus nanus    |
|  |                      |
|  | Nyctosaurus gracilis |
|  |                      |

|  | Barbaridactylus grandis |
|  |                         |
|  | Nyctosaurus lamegoi     |
|  |                         |

|  | Nyctosaurus nanus    |
|  |                      |
|  | Nyctosaurus gracilis |
|  |                      |

|  | Barbaridactylus grandis |
|  |                         |
|  | Nyctosaurus lamegoi     |
|  |                         |

|  | Nyctosaurus nanus    |
|  |                      |
|  | Nyctosaurus gracilis |
|  |                      |

|  | Alcione elainus   |
|  |                   |
|  | Simurghia robusta |
|  |                   |

|  | Barbaridactylus grandis |
|  |                         |
|  | Nyctosaurus lamegoi     |
|  |                         |

|  | Nyctosaurus nanus    |
|  |                      |
|  | Nyctosaurus gracilis |
|  |                      |

|  | Barbaridactylus grandis |
|  |                         |
|  | Nyctosaurus lamegoi     |
|  |                         |

|  | Nyctosaurus nanus    |
|  |                      |
|  | Nyctosaurus gracilis |
|  |                      |

|  | Barbaridactylus grandis |
|  |                         |
|  | Nyctosaurus lamegoi     |
|  |                         |

|  | Nyctosaurus nanus    |
|  |                      |
|  | Nyctosaurus gracilis |
|  |                      |

|  | Barbaridactylus grandis |
|  |                         |
|  | Nyctosaurus lamegoi     |
|  |                         |

|  | Nyctosaurus nanus    |
|  |                      |
|  | Nyctosaurus gracilis |
|  |                      |

|  | \| \| Pteranodon sternbergi \| \| \| \| \| \| Pteranodon longiceps \| \| \| \| |
|  |                                                                                |
|  | Tethydraco regalis                                                             |
|  |                                                                                |
|  | Pteranodon sternbergi                                                          |
|  |                                                                                |
|  | Pteranodon longiceps                                                           |
|  |                                                                                |

|  | Pteranodon sternbergi |
|  |                       |
|  | Pteranodon longiceps  |
|  |                       |

|  | \| \| Pteranodon sternbergi \| \| \| \| \| \| Pteranodon longiceps \| \| \| \| |
|  |                                                                                |
|  | Tethydraco regalis                                                             |
|  |                                                                                |
|  | Pteranodon sternbergi                                                          |
|  |                                                                                |
|  | Pteranodon longiceps                                                           |
|  |                                                                                |

|  | Pteranodon sternbergi |
|  |                       |
|  | Pteranodon longiceps  |
|  |                       |

|  | Alcione elainus   |
|  |                   |
|  | Simurghia robusta |
|  |                   |

|  | Barbaridactylus grandis |
|  |                         |
|  | Nyctosaurus lamegoi     |
|  |                         |

|  | Nyctosaurus nanus    |
|  |                      |
|  | Nyctosaurus gracilis |
|  |                      |

|  | Barbaridactylus grandis |
|  |                         |
|  | Nyctosaurus lamegoi     |
|  |                         |

|  | Nyctosaurus nanus    |
|  |                      |
|  | Nyctosaurus gracilis |
|  |                      |

|  | Barbaridactylus grandis |
|  |                         |
|  | Nyctosaurus lamegoi     |
|  |                         |

|  | Nyctosaurus nanus    |
|  |                      |
|  | Nyctosaurus gracilis |
|  |                      |

|  | Barbaridactylus grandis |
|  |                         |
|  | Nyctosaurus lamegoi     |
|  |                         |

|  | Nyctosaurus nanus    |
|  |                      |
|  | Nyctosaurus gracilis |
|  |                      |

|  | Alcione elainus   |
|  |                   |
|  | Simurghia robusta |
|  |                   |

|  | Barbaridactylus grandis |
|  |                         |
|  | Nyctosaurus lamegoi     |
|  |                         |

|  | Nyctosaurus nanus    |
|  |                      |
|  | Nyctosaurus gracilis |
|  |                      |

|  | Barbaridactylus grandis |
|  |                         |
|  | Nyctosaurus lamegoi     |
|  |                         |

|  | Nyctosaurus nanus    |
|  |                      |
|  | Nyctosaurus gracilis |
|  |                      |

|  | Barbaridactylus grandis |
|  |                         |
|  | Nyctosaurus lamegoi     |
|  |                         |

|  | Nyctosaurus nanus    |
|  |                      |
|  | Nyctosaurus gracilis |
|  |                      |

|  | Barbaridactylus grandis |
|  |                         |
|  | Nyctosaurus lamegoi     |
|  |                         |

|  | Nyctosaurus nanus    |
|  |                      |
|  | Nyctosaurus gracilis |
|  |                      |

|  | Alcione elainus   |
|  |                   |
|  | Simurghia robusta |
|  |                   |

|  | Barbaridactylus grandis |
|  |                         |
|  | Nyctosaurus lamegoi     |
|  |                         |

|  | Nyctosaurus nanus    |
|  |                      |
|  | Nyctosaurus gracilis |
|  |                      |

|  | Barbaridactylus grandis |
|  |                         |
|  | Nyctosaurus lamegoi     |
|  |                         |

|  | Nyctosaurus nanus    |
|  |                      |
|  | Nyctosaurus gracilis |
|  |                      |

|  | Barbaridactylus grandis |
|  |                         |
|  | Nyctosaurus lamegoi     |
|  |                         |

|  | Nyctosaurus nanus    |
|  |                      |
|  | Nyctosaurus gracilis |
|  |                      |

|  | Barbaridactylus grandis |
|  |                         |
|  | Nyctosaurus lamegoi     |
|  |                         |

|  | Nyctosaurus nanus    |
|  |                      |
|  | Nyctosaurus gracilis |
|  |                      |

|  | Alcione elainus   |
|  |                   |
|  | Simurghia robusta |
|  |                   |

|  | Barbaridactylus grandis |
|  |                         |
|  | Nyctosaurus lamegoi     |
|  |                         |

|  | Nyctosaurus nanus    |
|  |                      |
|  | Nyctosaurus gracilis |
|  |                      |

|  | Barbaridactylus grandis |
|  |                         |
|  | Nyctosaurus lamegoi     |
|  |                         |

|  | Nyctosaurus nanus    |
|  |                      |
|  | Nyctosaurus gracilis |
|  |                      |

|  | Barbaridactylus grandis |
|  |                         |
|  | Nyctosaurus lamegoi     |
|  |                         |

|  | Nyctosaurus nanus    |
|  |                      |
|  | Nyctosaurus gracilis |
|  |                      |

|  | Barbaridactylus grandis |
|  |                         |
|  | Nyctosaurus lamegoi     |
|  |                         |

|  | Nyctosaurus nanus    |
|  |                      |
|  | Nyctosaurus gracilis |
|  |                      |

|  | Alcione elainus   |
|  |                   |
|  | Simurghia robusta |
|  |                   |

|  | Barbaridactylus grandis |
|  |                         |
|  | Nyctosaurus lamegoi     |
|  |                         |

|  | Nyctosaurus nanus    |
|  |                      |
|  | Nyctosaurus gracilis |
|  |                      |

|  | Barbaridactylus grandis |
|  |                         |
|  | Nyctosaurus lamegoi     |
|  |                         |

|  | Nyctosaurus nanus    |
|  |                      |
|  | Nyctosaurus gracilis |
|  |                      |

|  | Barbaridactylus grandis |
|  |                         |
|  | Nyctosaurus lamegoi     |
|  |                         |

|  | Nyctosaurus nanus    |
|  |                      |
|  | Nyctosaurus gracilis |
|  |                      |

|  | Barbaridactylus grandis |
|  |                         |
|  | Nyctosaurus lamegoi     |
|  |                         |

|  | Nyctosaurus nanus    |
|  |                      |
|  | Nyctosaurus gracilis |
|  |                      |

|  | Alcione elainus   |
|  |                   |
|  | Simurghia robusta |
|  |                   |

|  | Barbaridactylus grandis |
|  |                         |
|  | Nyctosaurus lamegoi     |
|  |                         |

|  | Nyctosaurus nanus    |
|  |                      |
|  | Nyctosaurus gracilis |
|  |                      |

|  | Barbaridactylus grandis |
|  |                         |
|  | Nyctosaurus lamegoi     |
|  |                         |

|  | Nyctosaurus nanus    |
|  |                      |
|  | Nyctosaurus gracilis |
|  |                      |

|  | Barbaridactylus grandis |
|  |                         |
|  | Nyctosaurus lamegoi     |
|  |                         |

|  | Nyctosaurus nanus    |
|  |                      |
|  | Nyctosaurus gracilis |
|  |                      |

|  | Barbaridactylus grandis |
|  |                         |
|  | Nyctosaurus lamegoi     |
|  |                         |

|  | Nyctosaurus nanus    |
|  |                      |
|  | Nyctosaurus gracilis |
|  |                      |

|  | Alcione elainus   |
|  |                   |
|  | Simurghia robusta |
|  |                   |

|  | Barbaridactylus grandis |
|  |                         |
|  | Nyctosaurus lamegoi     |
|  |                         |

|  | Nyctosaurus nanus    |
|  |                      |
|  | Nyctosaurus gracilis |
|  |                      |

|  | Barbaridactylus grandis |
|  |                         |
|  | Nyctosaurus lamegoi     |
|  |                         |

|  | Nyctosaurus nanus    |
|  |                      |
|  | Nyctosaurus gracilis |
|  |                      |

|  | Barbaridactylus grandis |
|  |                         |
|  | Nyctosaurus lamegoi     |
|  |                         |

|  | Nyctosaurus nanus    |
|  |                      |
|  | Nyctosaurus gracilis |
|  |                      |

|  | Barbaridactylus grandis |
|  |                         |
|  | Nyctosaurus lamegoi     |
|  |                         |

|  | Nyctosaurus nanus    |
|  |                      |
|  | Nyctosaurus gracilis |
|  |                      |

|  | Alcione elainus   |
|  |                   |
|  | Simurghia robusta |
|  |                   |

|  | Barbaridactylus grandis |
|  |                         |
|  | Nyctosaurus lamegoi     |
|  |                         |

|  | Nyctosaurus nanus    |
|  |                      |
|  | Nyctosaurus gracilis |
|  |                      |

|  | Barbaridactylus grandis |
|  |                         |
|  | Nyctosaurus lamegoi     |
|  |                         |

|  | Nyctosaurus nanus    |
|  |                      |
|  | Nyctosaurus gracilis |
|  |                      |

|  | Barbaridactylus grandis |
|  |                         |
|  | Nyctosaurus lamegoi     |
|  |                         |

|  | Nyctosaurus nanus    |
|  |                      |
|  | Nyctosaurus gracilis |
|  |                      |

|  | Barbaridactylus grandis |
|  |                         |
|  | Nyctosaurus lamegoi     |
|  |                         |

|  | Nyctosaurus nanus    |
|  |                      |
|  | Nyctosaurus gracilis |
|  |                      |

|  | \| \| Pteranodon sternbergi \| \| \| \| \| \| Pteranodon longiceps \| \| \| \| |
|  |                                                                                |
|  | Tethydraco regalis                                                             |
|  |                                                                                |
|  | Pteranodon sternbergi                                                          |
|  |                                                                                |
|  | Pteranodon longiceps                                                           |
|  |                                                                                |

|  | Pteranodon sternbergi |
|  |                       |
|  | Pteranodon longiceps  |
|  |                       |

|  | \| \| Pteranodon sternbergi \| \| \| \| \| \| Pteranodon longiceps \| \| \| \| |
|  |                                                                                |
|  | Tethydraco regalis                                                             |
|  |                                                                                |
|  | Pteranodon sternbergi                                                          |
|  |                                                                                |
|  | Pteranodon longiceps                                                           |
|  |                                                                                |

|  | Pteranodon sternbergi |
|  |                       |
|  | Pteranodon longiceps  |
|  |                       |

|  | Alcione elainus   |
|  |                   |
|  | Simurghia robusta |
|  |                   |

|  | Barbaridactylus grandis |
|  |                         |
|  | Nyctosaurus lamegoi     |
|  |                         |

|  | Nyctosaurus nanus    |
|  |                      |
|  | Nyctosaurus gracilis |
|  |                      |

|  | Barbaridactylus grandis |
|  |                         |
|  | Nyctosaurus lamegoi     |
|  |                         |

|  | Nyctosaurus nanus    |
|  |                      |
|  | Nyctosaurus gracilis |
|  |                      |

|  | Barbaridactylus grandis |
|  |                         |
|  | Nyctosaurus lamegoi     |
|  |                         |

|  | Nyctosaurus nanus    |
|  |                      |
|  | Nyctosaurus gracilis |
|  |                      |

|  | Barbaridactylus grandis |
|  |                         |
|  | Nyctosaurus lamegoi     |
|  |                         |

|  | Nyctosaurus nanus    |
|  |                      |
|  | Nyctosaurus gracilis |
|  |                      |

|  | Alcione elainus   |
|  |                   |
|  | Simurghia robusta |
|  |                   |

|  | Barbaridactylus grandis |
|  |                         |
|  | Nyctosaurus lamegoi     |
|  |                         |

|  | Nyctosaurus nanus    |
|  |                      |
|  | Nyctosaurus gracilis |
|  |                      |

|  | Barbaridactylus grandis |
|  |                         |
|  | Nyctosaurus lamegoi     |
|  |                         |

|  | Nyctosaurus nanus    |
|  |                      |
|  | Nyctosaurus gracilis |
|  |                      |

|  | Barbaridactylus grandis |
|  |                         |
|  | Nyctosaurus lamegoi     |
|  |                         |

|  | Nyctosaurus nanus    |
|  |                      |
|  | Nyctosaurus gracilis |
|  |                      |

|  | Barbaridactylus grandis |
|  |                         |
|  | Nyctosaurus lamegoi     |
|  |                         |

|  | Nyctosaurus nanus    |
|  |                      |
|  | Nyctosaurus gracilis |
|  |                      |

|  | Alcione elainus   |
|  |                   |
|  | Simurghia robusta |
|  |                   |

|  | Barbaridactylus grandis |
|  |                         |
|  | Nyctosaurus lamegoi     |
|  |                         |

|  | Nyctosaurus nanus    |
|  |                      |
|  | Nyctosaurus gracilis |
|  |                      |

|  | Barbaridactylus grandis |
|  |                         |
|  | Nyctosaurus lamegoi     |
|  |                         |

|  | Nyctosaurus nanus    |
|  |                      |
|  | Nyctosaurus gracilis |
|  |                      |

|  | Barbaridactylus grandis |
|  |                         |
|  | Nyctosaurus lamegoi     |
|  |                         |

|  | Nyctosaurus nanus    |
|  |                      |
|  | Nyctosaurus gracilis |
|  |                      |

|  | Barbaridactylus grandis |
|  |                         |
|  | Nyctosaurus lamegoi     |
|  |                         |

|  | Nyctosaurus nanus    |
|  |                      |
|  | Nyctosaurus gracilis |
|  |                      |

|  | Alcione elainus   |
|  |                   |
|  | Simurghia robusta |
|  |                   |

|  | Barbaridactylus grandis |
|  |                         |
|  | Nyctosaurus lamegoi     |
|  |                         |

|  | Nyctosaurus nanus    |
|  |                      |
|  | Nyctosaurus gracilis |
|  |                      |

|  | Barbaridactylus grandis |
|  |                         |
|  | Nyctosaurus lamegoi     |
|  |                         |

|  | Nyctosaurus nanus    |
|  |                      |
|  | Nyctosaurus gracilis |
|  |                      |

|  | Barbaridactylus grandis |
|  |                         |
|  | Nyctosaurus lamegoi     |
|  |                         |

|  | Nyctosaurus nanus    |
|  |                      |
|  | Nyctosaurus gracilis |
|  |                      |

|  | Barbaridactylus grandis |
|  |                         |
|  | Nyctosaurus lamegoi     |
|  |                         |

|  | Nyctosaurus nanus    |
|  |                      |
|  | Nyctosaurus gracilis |
|  |                      |

|  | Alcione elainus   |
|  |                   |
|  | Simurghia robusta |
|  |                   |

|  | Barbaridactylus grandis |
|  |                         |
|  | Nyctosaurus lamegoi     |
|  |                         |

|  | Nyctosaurus nanus    |
|  |                      |
|  | Nyctosaurus gracilis |
|  |                      |

|  | Barbaridactylus grandis |
|  |                         |
|  | Nyctosaurus lamegoi     |
|  |                         |

|  | Nyctosaurus nanus    |
|  |                      |
|  | Nyctosaurus gracilis |
|  |                      |

|  | Barbaridactylus grandis |
|  |                         |
|  | Nyctosaurus lamegoi     |
|  |                         |

|  | Nyctosaurus nanus    |
|  |                      |
|  | Nyctosaurus gracilis |
|  |                      |

|  | Barbaridactylus grandis |
|  |                         |
|  | Nyctosaurus lamegoi     |
|  |                         |

|  | Nyctosaurus nanus    |
|  |                      |
|  | Nyctosaurus gracilis |
|  |                      |

|  | Alcione elainus   |
|  |                   |
|  | Simurghia robusta |
|  |                   |

|  | Barbaridactylus grandis |
|  |                         |
|  | Nyctosaurus lamegoi     |
|  |                         |

|  | Nyctosaurus nanus    |
|  |                      |
|  | Nyctosaurus gracilis |
|  |                      |

|  | Barbaridactylus grandis |
|  |                         |
|  | Nyctosaurus lamegoi     |
|  |                         |

|  | Nyctosaurus nanus    |
|  |                      |
|  | Nyctosaurus gracilis |
|  |                      |

|  | Barbaridactylus grandis |
|  |                         |
|  | Nyctosaurus lamegoi     |
|  |                         |

|  | Nyctosaurus nanus    |
|  |                      |
|  | Nyctosaurus gracilis |
|  |                      |

|  | Barbaridactylus grandis |
|  |                         |
|  | Nyctosaurus lamegoi     |
|  |                         |

|  | Nyctosaurus nanus    |
|  |                      |
|  | Nyctosaurus gracilis |
|  |                      |

|  | Alcione elainus   |
|  |                   |
|  | Simurghia robusta |
|  |                   |

|  | Barbaridactylus grandis |
|  |                         |
|  | Nyctosaurus lamegoi     |
|  |                         |

|  | Nyctosaurus nanus    |
|  |                      |
|  | Nyctosaurus gracilis |
|  |                      |

|  | Barbaridactylus grandis |
|  |                         |
|  | Nyctosaurus lamegoi     |
|  |                         |

|  | Nyctosaurus nanus    |
|  |                      |
|  | Nyctosaurus gracilis |
|  |                      |

|  | Barbaridactylus grandis |
|  |                         |
|  | Nyctosaurus lamegoi     |
|  |                         |

|  | Nyctosaurus nanus    |
|  |                      |
|  | Nyctosaurus gracilis |
|  |                      |

|  | Barbaridactylus grandis |
|  |                         |
|  | Nyctosaurus lamegoi     |
|  |                         |

|  | Nyctosaurus nanus    |
|  |                      |
|  | Nyctosaurus gracilis |
|  |                      |

|  | Alcione elainus   |
|  |                   |
|  | Simurghia robusta |
|  |                   |

|  | Barbaridactylus grandis |
|  |                         |
|  | Nyctosaurus lamegoi     |
|  |                         |

|  | Nyctosaurus nanus    |
|  |                      |
|  | Nyctosaurus gracilis |
|  |                      |

|  | Barbaridactylus grandis |
|  |                         |
|  | Nyctosaurus lamegoi     |
|  |                         |

|  | Nyctosaurus nanus    |
|  |                      |
|  | Nyctosaurus gracilis |
|  |                      |

|  | Barbaridactylus grandis |
|  |                         |
|  | Nyctosaurus lamegoi     |
|  |                         |

|  | Nyctosaurus nanus    |
|  |                      |
|  | Nyctosaurus gracilis |
|  |                      |

|  | Barbaridactylus grandis |
|  |                         |
|  | Nyctosaurus lamegoi     |
|  |                         |

|  | Nyctosaurus nanus    |
|  |                      |
|  | Nyctosaurus gracilis |
|  |                      |

|  | \| \| Pteranodon sternbergi \| \| \| \| \| \| Pteranodon longiceps \| \| \| \| |
|  |                                                                                |
|  | Tethydraco regalis                                                             |
|  |                                                                                |
|  | Pteranodon sternbergi                                                          |
|  |                                                                                |
|  | Pteranodon longiceps                                                           |
|  |                                                                                |

|  | Pteranodon sternbergi |
|  |                       |
|  | Pteranodon longiceps  |
|  |                       |

|  | \| \| Pteranodon sternbergi \| \| \| \| \| \| Pteranodon longiceps \| \| \| \| |
|  |                                                                                |
|  | Tethydraco regalis                                                             |
|  |                                                                                |
|  | Pteranodon sternbergi                                                          |
|  |                                                                                |
|  | Pteranodon longiceps                                                           |
|  |                                                                                |

|  | Pteranodon sternbergi |
|  |                       |
|  | Pteranodon longiceps  |
|  |                       |

|  | Alcione elainus   |
|  |                   |
|  | Simurghia robusta |
|  |                   |

|  | Barbaridactylus grandis |
|  |                         |
|  | Nyctosaurus lamegoi     |
|  |                         |

|  | Nyctosaurus nanus    |
|  |                      |
|  | Nyctosaurus gracilis |
|  |                      |

|  | Barbaridactylus grandis |
|  |                         |
|  | Nyctosaurus lamegoi     |
|  |                         |

|  | Nyctosaurus nanus    |
|  |                      |
|  | Nyctosaurus gracilis |
|  |                      |

|  | Barbaridactylus grandis |
|  |                         |
|  | Nyctosaurus lamegoi     |
|  |                         |

|  | Nyctosaurus nanus    |
|  |                      |
|  | Nyctosaurus gracilis |
|  |                      |

|  | Barbaridactylus grandis |
|  |                         |
|  | Nyctosaurus lamegoi     |
|  |                         |

|  | Nyctosaurus nanus    |
|  |                      |
|  | Nyctosaurus gracilis |
|  |                      |

|  | Alcione elainus   |
|  |                   |
|  | Simurghia robusta |
|  |                   |

|  | Barbaridactylus grandis |
|  |                         |
|  | Nyctosaurus lamegoi     |
|  |                         |

|  | Nyctosaurus nanus    |
|  |                      |
|  | Nyctosaurus gracilis |
|  |                      |

|  | Barbaridactylus grandis |
|  |                         |
|  | Nyctosaurus lamegoi     |
|  |                         |

|  | Nyctosaurus nanus    |
|  |                      |
|  | Nyctosaurus gracilis |
|  |                      |

|  | Barbaridactylus grandis |
|  |                         |
|  | Nyctosaurus lamegoi     |
|  |                         |

|  | Nyctosaurus nanus    |
|  |                      |
|  | Nyctosaurus gracilis |
|  |                      |

|  | Barbaridactylus grandis |
|  |                         |
|  | Nyctosaurus lamegoi     |
|  |                         |

|  | Nyctosaurus nanus    |
|  |                      |
|  | Nyctosaurus gracilis |
|  |                      |

|  | Alcione elainus   |
|  |                   |
|  | Simurghia robusta |
|  |                   |

|  | Barbaridactylus grandis |
|  |                         |
|  | Nyctosaurus lamegoi     |
|  |                         |

|  | Nyctosaurus nanus    |
|  |                      |
|  | Nyctosaurus gracilis |
|  |                      |

|  | Barbaridactylus grandis |
|  |                         |
|  | Nyctosaurus lamegoi     |
|  |                         |

|  | Nyctosaurus nanus    |
|  |                      |
|  | Nyctosaurus gracilis |
|  |                      |

|  | Barbaridactylus grandis |
|  |                         |
|  | Nyctosaurus lamegoi     |
|  |                         |

|  | Nyctosaurus nanus    |
|  |                      |
|  | Nyctosaurus gracilis |
|  |                      |

|  | Barbaridactylus grandis |
|  |                         |
|  | Nyctosaurus lamegoi     |
|  |                         |

|  | Nyctosaurus nanus    |
|  |                      |
|  | Nyctosaurus gracilis |
|  |                      |

|  | Alcione elainus   |
|  |                   |
|  | Simurghia robusta |
|  |                   |

|  | Barbaridactylus grandis |
|  |                         |
|  | Nyctosaurus lamegoi     |
|  |                         |

|  | Nyctosaurus nanus    |
|  |                      |
|  | Nyctosaurus gracilis |
|  |                      |

|  | Barbaridactylus grandis |
|  |                         |
|  | Nyctosaurus lamegoi     |
|  |                         |

|  | Nyctosaurus nanus    |
|  |                      |
|  | Nyctosaurus gracilis |
|  |                      |

|  | Barbaridactylus grandis |
|  |                         |
|  | Nyctosaurus lamegoi     |
|  |                         |

|  | Nyctosaurus nanus    |
|  |                      |
|  | Nyctosaurus gracilis |
|  |                      |

|  | Barbaridactylus grandis |
|  |                         |
|  | Nyctosaurus lamegoi     |
|  |                         |

|  | Nyctosaurus nanus    |
|  |                      |
|  | Nyctosaurus gracilis |
|  |                      |

|  | Alcione elainus   |
|  |                   |
|  | Simurghia robusta |
|  |                   |

|  | Barbaridactylus grandis |
|  |                         |
|  | Nyctosaurus lamegoi     |
|  |                         |

|  | Nyctosaurus nanus    |
|  |                      |
|  | Nyctosaurus gracilis |
|  |                      |

|  | Barbaridactylus grandis |
|  |                         |
|  | Nyctosaurus lamegoi     |
|  |                         |

|  | Nyctosaurus nanus    |
|  |                      |
|  | Nyctosaurus gracilis |
|  |                      |

|  | Barbaridactylus grandis |
|  |                         |
|  | Nyctosaurus lamegoi     |
|  |                         |

|  | Nyctosaurus nanus    |
|  |                      |
|  | Nyctosaurus gracilis |
|  |                      |

|  | Barbaridactylus grandis |
|  |                         |
|  | Nyctosaurus lamegoi     |
|  |                         |

|  | Nyctosaurus nanus    |
|  |                      |
|  | Nyctosaurus gracilis |
|  |                      |

|  | Alcione elainus   |
|  |                   |
|  | Simurghia robusta |
|  |                   |

|  | Barbaridactylus grandis |
|  |                         |
|  | Nyctosaurus lamegoi     |
|  |                         |

|  | Nyctosaurus nanus    |
|  |                      |
|  | Nyctosaurus gracilis |
|  |                      |

|  | Barbaridactylus grandis |
|  |                         |
|  | Nyctosaurus lamegoi     |
|  |                         |

|  | Nyctosaurus nanus    |
|  |                      |
|  | Nyctosaurus gracilis |
|  |                      |

|  | Barbaridactylus grandis |
|  |                         |
|  | Nyctosaurus lamegoi     |
|  |                         |

|  | Nyctosaurus nanus    |
|  |                      |
|  | Nyctosaurus gracilis |
|  |                      |

|  | Barbaridactylus grandis |
|  |                         |
|  | Nyctosaurus lamegoi     |
|  |                         |

|  | Nyctosaurus nanus    |
|  |                      |
|  | Nyctosaurus gracilis |
|  |                      |

|  | Alcione elainus   |
|  |                   |
|  | Simurghia robusta |
|  |                   |

|  | Barbaridactylus grandis |
|  |                         |
|  | Nyctosaurus lamegoi     |
|  |                         |

|  | Nyctosaurus nanus    |
|  |                      |
|  | Nyctosaurus gracilis |
|  |                      |

|  | Barbaridactylus grandis |
|  |                         |
|  | Nyctosaurus lamegoi     |
|  |                         |

|  | Nyctosaurus nanus    |
|  |                      |
|  | Nyctosaurus gracilis |
|  |                      |

|  | Barbaridactylus grandis |
|  |                         |
|  | Nyctosaurus lamegoi     |
|  |                         |

|  | Nyctosaurus nanus    |
|  |                      |
|  | Nyctosaurus gracilis |
|  |                      |

|  | Barbaridactylus grandis |
|  |                         |
|  | Nyctosaurus lamegoi     |
|  |                         |

|  | Nyctosaurus nanus    |
|  |                      |
|  | Nyctosaurus gracilis |
|  |                      |

|  | Alcione elainus   |
|  |                   |
|  | Simurghia robusta |
|  |                   |

|  | Barbaridactylus grandis |
|  |                         |
|  | Nyctosaurus lamegoi     |
|  |                         |

|  | Nyctosaurus nanus    |
|  |                      |
|  | Nyctosaurus gracilis |
|  |                      |

|  | Barbaridactylus grandis |
|  |                         |
|  | Nyctosaurus lamegoi     |
|  |                         |

|  | Nyctosaurus nanus    |
|  |                      |
|  | Nyctosaurus gracilis |
|  |                      |

|  | Barbaridactylus grandis |
|  |                         |
|  | Nyctosaurus lamegoi     |
|  |                         |

|  | Nyctosaurus nanus    |
|  |                      |
|  | Nyctosaurus gracilis |
|  |                      |

|  | Barbaridactylus grandis |
|  |                         |
|  | Nyctosaurus lamegoi     |
|  |                         |

|  | Nyctosaurus nanus    |
|  |                      |
|  | Nyctosaurus gracilis |
|  |                      |

|  | \| \| Pteranodon sternbergi \| \| \| \| \| \| Pteranodon longiceps \| \| \| \| |
|  |                                                                                |
|  | Tethydraco regalis                                                             |
|  |                                                                                |
|  | Pteranodon sternbergi                                                          |
|  |                                                                                |
|  | Pteranodon longiceps                                                           |
|  |                                                                                |

|  | Pteranodon sternbergi |
|  |                       |
|  | Pteranodon longiceps  |
|  |                       |

|  | \| \| Pteranodon sternbergi \| \| \| \| \| \| Pteranodon longiceps \| \| \| \| |
|  |                                                                                |
|  | Tethydraco regalis                                                             |
|  |                                                                                |
|  | Pteranodon sternbergi                                                          |
|  |                                                                                |
|  | Pteranodon longiceps                                                           |
|  |                                                                                |

|  | Pteranodon sternbergi |
|  |                       |
|  | Pteranodon longiceps  |
|  |                       |

|  | Alcione elainus   |
|  |                   |
|  | Simurghia robusta |
|  |                   |

|  | Barbaridactylus grandis |
|  |                         |
|  | Nyctosaurus lamegoi     |
|  |                         |

|  | Nyctosaurus nanus    |
|  |                      |
|  | Nyctosaurus gracilis |
|  |                      |

|  | Barbaridactylus grandis |
|  |                         |
|  | Nyctosaurus lamegoi     |
|  |                         |

|  | Nyctosaurus nanus    |
|  |                      |
|  | Nyctosaurus gracilis |
|  |                      |

|  | Barbaridactylus grandis |
|  |                         |
|  | Nyctosaurus lamegoi     |
|  |                         |

|  | Nyctosaurus nanus    |
|  |                      |
|  | Nyctosaurus gracilis |
|  |                      |

|  | Barbaridactylus grandis |
|  |                         |
|  | Nyctosaurus lamegoi     |
|  |                         |

|  | Nyctosaurus nanus    |
|  |                      |
|  | Nyctosaurus gracilis |
|  |                      |

|  | Alcione elainus   |
|  |                   |
|  | Simurghia robusta |
|  |                   |

|  | Barbaridactylus grandis |
|  |                         |
|  | Nyctosaurus lamegoi     |
|  |                         |

|  | Nyctosaurus nanus    |
|  |                      |
|  | Nyctosaurus gracilis |
|  |                      |

|  | Barbaridactylus grandis |
|  |                         |
|  | Nyctosaurus lamegoi     |
|  |                         |

|  | Nyctosaurus nanus    |
|  |                      |
|  | Nyctosaurus gracilis |
|  |                      |

|  | Barbaridactylus grandis |
|  |                         |
|  | Nyctosaurus lamegoi     |
|  |                         |

|  | Nyctosaurus nanus    |
|  |                      |
|  | Nyctosaurus gracilis |
|  |                      |

|  | Barbaridactylus grandis |
|  |                         |
|  | Nyctosaurus lamegoi     |
|  |                         |

|  | Nyctosaurus nanus    |
|  |                      |
|  | Nyctosaurus gracilis |
|  |                      |

|  | Alcione elainus   |
|  |                   |
|  | Simurghia robusta |
|  |                   |

|  | Barbaridactylus grandis |
|  |                         |
|  | Nyctosaurus lamegoi     |
|  |                         |

|  | Nyctosaurus nanus    |
|  |                      |
|  | Nyctosaurus gracilis |
|  |                      |

|  | Barbaridactylus grandis |
|  |                         |
|  | Nyctosaurus lamegoi     |
|  |                         |

|  | Nyctosaurus nanus    |
|  |                      |
|  | Nyctosaurus gracilis |
|  |                      |

|  | Barbaridactylus grandis |
|  |                         |
|  | Nyctosaurus lamegoi     |
|  |                         |

|  | Nyctosaurus nanus    |
|  |                      |
|  | Nyctosaurus gracilis |
|  |                      |

|  | Barbaridactylus grandis |
|  |                         |
|  | Nyctosaurus lamegoi     |
|  |                         |

|  | Nyctosaurus nanus    |
|  |                      |
|  | Nyctosaurus gracilis |
|  |                      |

|  | Alcione elainus   |
|  |                   |
|  | Simurghia robusta |
|  |                   |

|  | Barbaridactylus grandis |
|  |                         |
|  | Nyctosaurus lamegoi     |
|  |                         |

|  | Nyctosaurus nanus    |
|  |                      |
|  | Nyctosaurus gracilis |
|  |                      |

|  | Barbaridactylus grandis |
|  |                         |
|  | Nyctosaurus lamegoi     |
|  |                         |

|  | Nyctosaurus nanus    |
|  |                      |
|  | Nyctosaurus gracilis |
|  |                      |

|  | Barbaridactylus grandis |
|  |                         |
|  | Nyctosaurus lamegoi     |
|  |                         |

|  | Nyctosaurus nanus    |
|  |                      |
|  | Nyctosaurus gracilis |
|  |                      |

|  | Barbaridactylus grandis |
|  |                         |
|  | Nyctosaurus lamegoi     |
|  |                         |

|  | Nyctosaurus nanus    |
|  |                      |
|  | Nyctosaurus gracilis |
|  |                      |

|  | Alcione elainus   |
|  |                   |
|  | Simurghia robusta |
|  |                   |

|  | Barbaridactylus grandis |
|  |                         |
|  | Nyctosaurus lamegoi     |
|  |                         |

|  | Nyctosaurus nanus    |
|  |                      |
|  | Nyctosaurus gracilis |
|  |                      |

|  | Barbaridactylus grandis |
|  |                         |
|  | Nyctosaurus lamegoi     |
|  |                         |

|  | Nyctosaurus nanus    |
|  |                      |
|  | Nyctosaurus gracilis |
|  |                      |

|  | Barbaridactylus grandis |
|  |                         |
|  | Nyctosaurus lamegoi     |
|  |                         |

|  | Nyctosaurus nanus    |
|  |                      |
|  | Nyctosaurus gracilis |
|  |                      |

|  | Barbaridactylus grandis |
|  |                         |
|  | Nyctosaurus lamegoi     |
|  |                         |

|  | Nyctosaurus nanus    |
|  |                      |
|  | Nyctosaurus gracilis |
|  |                      |

|  | Alcione elainus   |
|  |                   |
|  | Simurghia robusta |
|  |                   |

|  | Barbaridactylus grandis |
|  |                         |
|  | Nyctosaurus lamegoi     |
|  |                         |

|  | Nyctosaurus nanus    |
|  |                      |
|  | Nyctosaurus gracilis |
|  |                      |

|  | Barbaridactylus grandis |
|  |                         |
|  | Nyctosaurus lamegoi     |
|  |                         |

|  | Nyctosaurus nanus    |
|  |                      |
|  | Nyctosaurus gracilis |
|  |                      |

|  | Barbaridactylus grandis |
|  |                         |
|  | Nyctosaurus lamegoi     |
|  |                         |

|  | Nyctosaurus nanus    |
|  |                      |
|  | Nyctosaurus gracilis |
|  |                      |

|  | Barbaridactylus grandis |
|  |                         |
|  | Nyctosaurus lamegoi     |
|  |                         |

|  | Nyctosaurus nanus    |
|  |                      |
|  | Nyctosaurus gracilis |
|  |                      |

|  | Alcione elainus   |
|  |                   |
|  | Simurghia robusta |
|  |                   |

|  | Barbaridactylus grandis |
|  |                         |
|  | Nyctosaurus lamegoi     |
|  |                         |

|  | Nyctosaurus nanus    |
|  |                      |
|  | Nyctosaurus gracilis |
|  |                      |

|  | Barbaridactylus grandis |
|  |                         |
|  | Nyctosaurus lamegoi     |
|  |                         |

|  | Nyctosaurus nanus    |
|  |                      |
|  | Nyctosaurus gracilis |
|  |                      |

|  | Barbaridactylus grandis |
|  |                         |
|  | Nyctosaurus lamegoi     |
|  |                         |

|  | Nyctosaurus nanus    |
|  |                      |
|  | Nyctosaurus gracilis |
|  |                      |

|  | Barbaridactylus grandis |
|  |                         |
|  | Nyctosaurus lamegoi     |
|  |                         |

|  | Nyctosaurus nanus    |
|  |                      |
|  | Nyctosaurus gracilis |
|  |                      |

|  | Alcione elainus   |
|  |                   |
|  | Simurghia robusta |
|  |                   |

|  | Barbaridactylus grandis |
|  |                         |
|  | Nyctosaurus lamegoi     |
|  |                         |

|  | Nyctosaurus nanus    |
|  |                      |
|  | Nyctosaurus gracilis |
|  |                      |

|  | Barbaridactylus grandis |
|  |                         |
|  | Nyctosaurus lamegoi     |
|  |                         |

|  | Nyctosaurus nanus    |
|  |                      |
|  | Nyctosaurus gracilis |
|  |                      |

|  | Barbaridactylus grandis |
|  |                         |
|  | Nyctosaurus lamegoi     |
|  |                         |

|  | Nyctosaurus nanus    |
|  |                      |
|  | Nyctosaurus gracilis |
|  |                      |

|  | Barbaridactylus grandis |
|  |                         |
|  | Nyctosaurus lamegoi     |
|  |                         |

|  | Nyctosaurus nanus    |
|  |                      |
|  | Nyctosaurus gracilis |
|  |                      |

|  | \| \| Pteranodon sternbergi \| \| \| \| \| \| Pteranodon longiceps \| \| \| \| |
|  |                                                                                |
|  | Tethydraco regalis                                                             |
|  |                                                                                |
|  | Pteranodon sternbergi                                                          |
|  |                                                                                |
|  | Pteranodon longiceps                                                           |
|  |                                                                                |

|  | Pteranodon sternbergi |
|  |                       |
|  | Pteranodon longiceps  |
|  |                       |

|  | \| \| Pteranodon sternbergi \| \| \| \| \| \| Pteranodon longiceps \| \| \| \| |
|  |                                                                                |
|  | Tethydraco regalis                                                             |
|  |                                                                                |
|  | Pteranodon sternbergi                                                          |
|  |                                                                                |
|  | Pteranodon longiceps                                                           |
|  |                                                                                |

|  | Pteranodon sternbergi |
|  |                       |
|  | Pteranodon longiceps  |
|  |                       |

|  | Alcione elainus   |
|  |                   |
|  | Simurghia robusta |
|  |                   |

|  | Barbaridactylus grandis |
|  |                         |
|  | Nyctosaurus lamegoi     |
|  |                         |

|  | Nyctosaurus nanus    |
|  |                      |
|  | Nyctosaurus gracilis |
|  |                      |

|  | Barbaridactylus grandis |
|  |                         |
|  | Nyctosaurus lamegoi     |
|  |                         |

|  | Nyctosaurus nanus    |
|  |                      |
|  | Nyctosaurus gracilis |
|  |                      |

|  | Barbaridactylus grandis |
|  |                         |
|  | Nyctosaurus lamegoi     |
|  |                         |

|  | Nyctosaurus nanus    |
|  |                      |
|  | Nyctosaurus gracilis |
|  |                      |

|  | Barbaridactylus grandis |
|  |                         |
|  | Nyctosaurus lamegoi     |
|  |                         |

|  | Nyctosaurus nanus    |
|  |                      |
|  | Nyctosaurus gracilis |
|  |                      |

|  | Alcione elainus   |
|  |                   |
|  | Simurghia robusta |
|  |                   |

|  | Barbaridactylus grandis |
|  |                         |
|  | Nyctosaurus lamegoi     |
|  |                         |

|  | Nyctosaurus nanus    |
|  |                      |
|  | Nyctosaurus gracilis |
|  |                      |

|  | Barbaridactylus grandis |
|  |                         |
|  | Nyctosaurus lamegoi     |
|  |                         |

|  | Nyctosaurus nanus    |
|  |                      |
|  | Nyctosaurus gracilis |
|  |                      |

|  | Barbaridactylus grandis |
|  |                         |
|  | Nyctosaurus lamegoi     |
|  |                         |

|  | Nyctosaurus nanus    |
|  |                      |
|  | Nyctosaurus gracilis |
|  |                      |

|  | Barbaridactylus grandis |
|  |                         |
|  | Nyctosaurus lamegoi     |
|  |                         |

|  | Nyctosaurus nanus    |
|  |                      |
|  | Nyctosaurus gracilis |
|  |                      |

|  | Alcione elainus   |
|  |                   |
|  | Simurghia robusta |
|  |                   |

|  | Barbaridactylus grandis |
|  |                         |
|  | Nyctosaurus lamegoi     |
|  |                         |

|  | Nyctosaurus nanus    |
|  |                      |
|  | Nyctosaurus gracilis |
|  |                      |

|  | Barbaridactylus grandis |
|  |                         |
|  | Nyctosaurus lamegoi     |
|  |                         |

|  | Nyctosaurus nanus    |
|  |                      |
|  | Nyctosaurus gracilis |
|  |                      |

|  | Barbaridactylus grandis |
|  |                         |
|  | Nyctosaurus lamegoi     |
|  |                         |

|  | Nyctosaurus nanus    |
|  |                      |
|  | Nyctosaurus gracilis |
|  |                      |

|  | Barbaridactylus grandis |
|  |                         |
|  | Nyctosaurus lamegoi     |
|  |                         |

|  | Nyctosaurus nanus    |
|  |                      |
|  | Nyctosaurus gracilis |
|  |                      |

|  | Alcione elainus   |
|  |                   |
|  | Simurghia robusta |
|  |                   |

|  | Barbaridactylus grandis |
|  |                         |
|  | Nyctosaurus lamegoi     |
|  |                         |

|  | Nyctosaurus nanus    |
|  |                      |
|  | Nyctosaurus gracilis |
|  |                      |

|  | Barbaridactylus grandis |
|  |                         |
|  | Nyctosaurus lamegoi     |
|  |                         |

|  | Nyctosaurus nanus    |
|  |                      |
|  | Nyctosaurus gracilis |
|  |                      |

|  | Barbaridactylus grandis |
|  |                         |
|  | Nyctosaurus lamegoi     |
|  |                         |

|  | Nyctosaurus nanus    |
|  |                      |
|  | Nyctosaurus gracilis |
|  |                      |

|  | Barbaridactylus grandis |
|  |                         |
|  | Nyctosaurus lamegoi     |
|  |                         |

|  | Nyctosaurus nanus    |
|  |                      |
|  | Nyctosaurus gracilis |
|  |                      |

|  | Alcione elainus   |
|  |                   |
|  | Simurghia robusta |
|  |                   |

|  | Barbaridactylus grandis |
|  |                         |
|  | Nyctosaurus lamegoi     |
|  |                         |

|  | Nyctosaurus nanus    |
|  |                      |
|  | Nyctosaurus gracilis |
|  |                      |

|  | Barbaridactylus grandis |
|  |                         |
|  | Nyctosaurus lamegoi     |
|  |                         |

|  | Nyctosaurus nanus    |
|  |                      |
|  | Nyctosaurus gracilis |
|  |                      |

|  | Barbaridactylus grandis |
|  |                         |
|  | Nyctosaurus lamegoi     |
|  |                         |

|  | Nyctosaurus nanus    |
|  |                      |
|  | Nyctosaurus gracilis |
|  |                      |

|  | Barbaridactylus grandis |
|  |                         |
|  | Nyctosaurus lamegoi     |
|  |                         |

|  | Nyctosaurus nanus    |
|  |                      |
|  | Nyctosaurus gracilis |
|  |                      |

|  | Alcione elainus   |
|  |                   |
|  | Simurghia robusta |
|  |                   |

|  | Barbaridactylus grandis |
|  |                         |
|  | Nyctosaurus lamegoi     |
|  |                         |

|  | Nyctosaurus nanus    |
|  |                      |
|  | Nyctosaurus gracilis |
|  |                      |

|  | Barbaridactylus grandis |
|  |                         |
|  | Nyctosaurus lamegoi     |
|  |                         |

|  | Nyctosaurus nanus    |
|  |                      |
|  | Nyctosaurus gracilis |
|  |                      |

|  | Barbaridactylus grandis |
|  |                         |
|  | Nyctosaurus lamegoi     |
|  |                         |

|  | Nyctosaurus nanus    |
|  |                      |
|  | Nyctosaurus gracilis |
|  |                      |

|  | Barbaridactylus grandis |
|  |                         |
|  | Nyctosaurus lamegoi     |
|  |                         |

|  | Nyctosaurus nanus    |
|  |                      |
|  | Nyctosaurus gracilis |
|  |                      |

|  | Alcione elainus   |
|  |                   |
|  | Simurghia robusta |
|  |                   |

|  | Barbaridactylus grandis |
|  |                         |
|  | Nyctosaurus lamegoi     |
|  |                         |

|  | Nyctosaurus nanus    |
|  |                      |
|  | Nyctosaurus gracilis |
|  |                      |

|  | Barbaridactylus grandis |
|  |                         |
|  | Nyctosaurus lamegoi     |
|  |                         |

|  | Nyctosaurus nanus    |
|  |                      |
|  | Nyctosaurus gracilis |
|  |                      |

|  | Barbaridactylus grandis |
|  |                         |
|  | Nyctosaurus lamegoi     |
|  |                         |

|  | Nyctosaurus nanus    |
|  |                      |
|  | Nyctosaurus gracilis |
|  |                      |

|  | Barbaridactylus grandis |
|  |                         |
|  | Nyctosaurus lamegoi     |
|  |                         |

|  | Nyctosaurus nanus    |
|  |                      |
|  | Nyctosaurus gracilis |
|  |                      |

|  | Alcione elainus   |
|  |                   |
|  | Simurghia robusta |
|  |                   |

|  | Barbaridactylus grandis |
|  |                         |
|  | Nyctosaurus lamegoi     |
|  |                         |

|  | Nyctosaurus nanus    |
|  |                      |
|  | Nyctosaurus gracilis |
|  |                      |

|  | Barbaridactylus grandis |
|  |                         |
|  | Nyctosaurus lamegoi     |
|  |                         |

|  | Nyctosaurus nanus    |
|  |                      |
|  | Nyctosaurus gracilis |
|  |                      |

|  | Barbaridactylus grandis |
|  |                         |
|  | Nyctosaurus lamegoi     |
|  |                         |

|  | Nyctosaurus nanus    |
|  |                      |
|  | Nyctosaurus gracilis |
|  |                      |

|  | Barbaridactylus grandis |
|  |                         |
|  | Nyctosaurus lamegoi     |
|  |                         |

|  | Nyctosaurus nanus    |
|  |                      |
|  | Nyctosaurus gracilis |
|  |                      |

|  | \| \| Pteranodon sternbergi \| \| \| \| \| \| Pteranodon longiceps \| \| \| \| |
|  |                                                                                |
|  | Tethydraco regalis                                                             |
|  |                                                                                |
|  | Pteranodon sternbergi                                                          |
|  |                                                                                |
|  | Pteranodon longiceps                                                           |
|  |                                                                                |

|  | Pteranodon sternbergi |
|  |                       |
|  | Pteranodon longiceps  |
|  |                       |

|  | \| \| Pteranodon sternbergi \| \| \| \| \| \| Pteranodon longiceps \| \| \| \| |
|  |                                                                                |
|  | Tethydraco regalis                                                             |
|  |                                                                                |
|  | Pteranodon sternbergi                                                          |
|  |                                                                                |
|  | Pteranodon longiceps                                                           |
|  |                                                                                |

|  | Pteranodon sternbergi |
|  |                       |
|  | Pteranodon longiceps  |
|  |                       |

|  | Alcione elainus   |
|  |                   |
|  | Simurghia robusta |
|  |                   |

|  | Barbaridactylus grandis |
|  |                         |
|  | Nyctosaurus lamegoi     |
|  |                         |

|  | Nyctosaurus nanus    |
|  |                      |
|  | Nyctosaurus gracilis |
|  |                      |

|  | Barbaridactylus grandis |
|  |                         |
|  | Nyctosaurus lamegoi     |
|  |                         |

|  | Nyctosaurus nanus    |
|  |                      |
|  | Nyctosaurus gracilis |
|  |                      |

|  | Barbaridactylus grandis |
|  |                         |
|  | Nyctosaurus lamegoi     |
|  |                         |

|  | Nyctosaurus nanus    |
|  |                      |
|  | Nyctosaurus gracilis |
|  |                      |

|  | Barbaridactylus grandis |
|  |                         |
|  | Nyctosaurus lamegoi     |
|  |                         |

|  | Nyctosaurus nanus    |
|  |                      |
|  | Nyctosaurus gracilis |
|  |                      |

|  | Alcione elainus   |
|  |                   |
|  | Simurghia robusta |
|  |                   |

|  | Barbaridactylus grandis |
|  |                         |
|  | Nyctosaurus lamegoi     |
|  |                         |

|  | Nyctosaurus nanus    |
|  |                      |
|  | Nyctosaurus gracilis |
|  |                      |

|  | Barbaridactylus grandis |
|  |                         |
|  | Nyctosaurus lamegoi     |
|  |                         |

|  | Nyctosaurus nanus    |
|  |                      |
|  | Nyctosaurus gracilis |
|  |                      |

|  | Barbaridactylus grandis |
|  |                         |
|  | Nyctosaurus lamegoi     |
|  |                         |

|  | Nyctosaurus nanus    |
|  |                      |
|  | Nyctosaurus gracilis |
|  |                      |

|  | Barbaridactylus grandis |
|  |                         |
|  | Nyctosaurus lamegoi     |
|  |                         |

|  | Nyctosaurus nanus    |
|  |                      |
|  | Nyctosaurus gracilis |
|  |                      |

|  | Alcione elainus   |
|  |                   |
|  | Simurghia robusta |
|  |                   |

|  | Barbaridactylus grandis |
|  |                         |
|  | Nyctosaurus lamegoi     |
|  |                         |

|  | Nyctosaurus nanus    |
|  |                      |
|  | Nyctosaurus gracilis |
|  |                      |

|  | Barbaridactylus grandis |
|  |                         |
|  | Nyctosaurus lamegoi     |
|  |                         |

|  | Nyctosaurus nanus    |
|  |                      |
|  | Nyctosaurus gracilis |
|  |                      |

|  | Barbaridactylus grandis |
|  |                         |
|  | Nyctosaurus lamegoi     |
|  |                         |

|  | Nyctosaurus nanus    |
|  |                      |
|  | Nyctosaurus gracilis |
|  |                      |

|  | Barbaridactylus grandis |
|  |                         |
|  | Nyctosaurus lamegoi     |
|  |                         |

|  | Nyctosaurus nanus    |
|  |                      |
|  | Nyctosaurus gracilis |
|  |                      |

|  | Alcione elainus   |
|  |                   |
|  | Simurghia robusta |
|  |                   |

|  | Barbaridactylus grandis |
|  |                         |
|  | Nyctosaurus lamegoi     |
|  |                         |

|  | Nyctosaurus nanus    |
|  |                      |
|  | Nyctosaurus gracilis |
|  |                      |

|  | Barbaridactylus grandis |
|  |                         |
|  | Nyctosaurus lamegoi     |
|  |                         |

|  | Nyctosaurus nanus    |
|  |                      |
|  | Nyctosaurus gracilis |
|  |                      |

|  | Barbaridactylus grandis |
|  |                         |
|  | Nyctosaurus lamegoi     |
|  |                         |

|  | Nyctosaurus nanus    |
|  |                      |
|  | Nyctosaurus gracilis |
|  |                      |

|  | Barbaridactylus grandis |
|  |                         |
|  | Nyctosaurus lamegoi     |
|  |                         |

|  | Nyctosaurus nanus    |
|  |                      |
|  | Nyctosaurus gracilis |
|  |                      |

|  | Alcione elainus   |
|  |                   |
|  | Simurghia robusta |
|  |                   |

|  | Barbaridactylus grandis |
|  |                         |
|  | Nyctosaurus lamegoi     |
|  |                         |

|  | Nyctosaurus nanus    |
|  |                      |
|  | Nyctosaurus gracilis |
|  |                      |

|  | Barbaridactylus grandis |
|  |                         |
|  | Nyctosaurus lamegoi     |
|  |                         |

|  | Nyctosaurus nanus    |
|  |                      |
|  | Nyctosaurus gracilis |
|  |                      |

|  | Barbaridactylus grandis |
|  |                         |
|  | Nyctosaurus lamegoi     |
|  |                         |

|  | Nyctosaurus nanus    |
|  |                      |
|  | Nyctosaurus gracilis |
|  |                      |

|  | Barbaridactylus grandis |
|  |                         |
|  | Nyctosaurus lamegoi     |
|  |                         |

|  | Nyctosaurus nanus    |
|  |                      |
|  | Nyctosaurus gracilis |
|  |                      |

|  | Alcione elainus   |
|  |                   |
|  | Simurghia robusta |
|  |                   |

|  | Barbaridactylus grandis |
|  |                         |
|  | Nyctosaurus lamegoi     |
|  |                         |

|  | Nyctosaurus nanus    |
|  |                      |
|  | Nyctosaurus gracilis |
|  |                      |

|  | Barbaridactylus grandis |
|  |                         |
|  | Nyctosaurus lamegoi     |
|  |                         |

|  | Nyctosaurus nanus    |
|  |                      |
|  | Nyctosaurus gracilis |
|  |                      |

|  | Barbaridactylus grandis |
|  |                         |
|  | Nyctosaurus lamegoi     |
|  |                         |

|  | Nyctosaurus nanus    |
|  |                      |
|  | Nyctosaurus gracilis |
|  |                      |

|  | Barbaridactylus grandis |
|  |                         |
|  | Nyctosaurus lamegoi     |
|  |                         |

|  | Nyctosaurus nanus    |
|  |                      |
|  | Nyctosaurus gracilis |
|  |                      |

|  | Alcione elainus   |
|  |                   |
|  | Simurghia robusta |
|  |                   |

|  | Barbaridactylus grandis |
|  |                         |
|  | Nyctosaurus lamegoi     |
|  |                         |

|  | Nyctosaurus nanus    |
|  |                      |
|  | Nyctosaurus gracilis |
|  |                      |

|  | Barbaridactylus grandis |
|  |                         |
|  | Nyctosaurus lamegoi     |
|  |                         |

|  | Nyctosaurus nanus    |
|  |                      |
|  | Nyctosaurus gracilis |
|  |                      |

|  | Barbaridactylus grandis |
|  |                         |
|  | Nyctosaurus lamegoi     |
|  |                         |

|  | Nyctosaurus nanus    |
|  |                      |
|  | Nyctosaurus gracilis |
|  |                      |

|  | Barbaridactylus grandis |
|  |                         |
|  | Nyctosaurus lamegoi     |
|  |                         |

|  | Nyctosaurus nanus    |
|  |                      |
|  | Nyctosaurus gracilis |
|  |                      |

|  | Alcione elainus   |
|  |                   |
|  | Simurghia robusta |
|  |                   |

|  | Barbaridactylus grandis |
|  |                         |
|  | Nyctosaurus lamegoi     |
|  |                         |

|  | Nyctosaurus nanus    |
|  |                      |
|  | Nyctosaurus gracilis |
|  |                      |

|  | Barbaridactylus grandis |
|  |                         |
|  | Nyctosaurus lamegoi     |
|  |                         |

|  | Nyctosaurus nanus    |
|  |                      |
|  | Nyctosaurus gracilis |
|  |                      |

|  | Barbaridactylus grandis |
|  |                         |
|  | Nyctosaurus lamegoi     |
|  |                         |

|  | Nyctosaurus nanus    |
|  |                      |
|  | Nyctosaurus gracilis |
|  |                      |

|  | Barbaridactylus grandis |
|  |                         |
|  | Nyctosaurus lamegoi     |
|  |                         |

|  | Nyctosaurus nanus    |
|  |                      |
|  | Nyctosaurus gracilis |
|  |                      |

|  | \| \| Pteranodon sternbergi \| \| \| \| \| \| Pteranodon longiceps \| \| \| \| |
|  |                                                                                |
|  | Tethydraco regalis                                                             |
|  |                                                                                |
|  | Pteranodon sternbergi                                                          |
|  |                                                                                |
|  | Pteranodon longiceps                                                           |
|  |                                                                                |

|  | Pteranodon sternbergi |
|  |                       |
|  | Pteranodon longiceps  |
|  |                       |

|  | \| \| Pteranodon sternbergi \| \| \| \| \| \| Pteranodon longiceps \| \| \| \| |
|  |                                                                                |
|  | Tethydraco regalis                                                             |
|  |                                                                                |
|  | Pteranodon sternbergi                                                          |
|  |                                                                                |
|  | Pteranodon longiceps                                                           |
|  |                                                                                |

|  | Pteranodon sternbergi |
|  |                       |
|  | Pteranodon longiceps  |
|  |                       |

|  | Alcione elainus   |
|  |                   |
|  | Simurghia robusta |
|  |                   |

|  | Barbaridactylus grandis |
|  |                         |
|  | Nyctosaurus lamegoi     |
|  |                         |

|  | Nyctosaurus nanus    |
|  |                      |
|  | Nyctosaurus gracilis |
|  |                      |

|  | Barbaridactylus grandis |
|  |                         |
|  | Nyctosaurus lamegoi     |
|  |                         |

|  | Nyctosaurus nanus    |
|  |                      |
|  | Nyctosaurus gracilis |
|  |                      |

|  | Barbaridactylus grandis |
|  |                         |
|  | Nyctosaurus lamegoi     |
|  |                         |

|  | Nyctosaurus nanus    |
|  |                      |
|  | Nyctosaurus gracilis |
|  |                      |

|  | Barbaridactylus grandis |
|  |                         |
|  | Nyctosaurus lamegoi     |
|  |                         |

|  | Nyctosaurus nanus    |
|  |                      |
|  | Nyctosaurus gracilis |
|  |                      |

|  | Alcione elainus   |
|  |                   |
|  | Simurghia robusta |
|  |                   |

|  | Barbaridactylus grandis |
|  |                         |
|  | Nyctosaurus lamegoi     |
|  |                         |

|  | Nyctosaurus nanus    |
|  |                      |
|  | Nyctosaurus gracilis |
|  |                      |

|  | Barbaridactylus grandis |
|  |                         |
|  | Nyctosaurus lamegoi     |
|  |                         |

|  | Nyctosaurus nanus    |
|  |                      |
|  | Nyctosaurus gracilis |
|  |                      |

|  | Barbaridactylus grandis |
|  |                         |
|  | Nyctosaurus lamegoi     |
|  |                         |

|  | Nyctosaurus nanus    |
|  |                      |
|  | Nyctosaurus gracilis |
|  |                      |

|  | Barbaridactylus grandis |
|  |                         |
|  | Nyctosaurus lamegoi     |
|  |                         |

|  | Nyctosaurus nanus    |
|  |                      |
|  | Nyctosaurus gracilis |
|  |                      |

|  | Alcione elainus   |
|  |                   |
|  | Simurghia robusta |
|  |                   |

|  | Barbaridactylus grandis |
|  |                         |
|  | Nyctosaurus lamegoi     |
|  |                         |

|  | Nyctosaurus nanus    |
|  |                      |
|  | Nyctosaurus gracilis |
|  |                      |

|  | Barbaridactylus grandis |
|  |                         |
|  | Nyctosaurus lamegoi     |
|  |                         |

|  | Nyctosaurus nanus    |
|  |                      |
|  | Nyctosaurus gracilis |
|  |                      |

|  | Barbaridactylus grandis |
|  |                         |
|  | Nyctosaurus lamegoi     |
|  |                         |

|  | Nyctosaurus nanus    |
|  |                      |
|  | Nyctosaurus gracilis |
|  |                      |

|  | Barbaridactylus grandis |
|  |                         |
|  | Nyctosaurus lamegoi     |
|  |                         |

|  | Nyctosaurus nanus    |
|  |                      |
|  | Nyctosaurus gracilis |
|  |                      |

|  | Alcione elainus   |
|  |                   |
|  | Simurghia robusta |
|  |                   |

|  | Barbaridactylus grandis |
|  |                         |
|  | Nyctosaurus lamegoi     |
|  |                         |

|  | Nyctosaurus nanus    |
|  |                      |
|  | Nyctosaurus gracilis |
|  |                      |

|  | Barbaridactylus grandis |
|  |                         |
|  | Nyctosaurus lamegoi     |
|  |                         |

|  | Nyctosaurus nanus    |
|  |                      |
|  | Nyctosaurus gracilis |
|  |                      |

|  | Barbaridactylus grandis |
|  |                         |
|  | Nyctosaurus lamegoi     |
|  |                         |

|  | Nyctosaurus nanus    |
|  |                      |
|  | Nyctosaurus gracilis |
|  |                      |

|  | Barbaridactylus grandis |
|  |                         |
|  | Nyctosaurus lamegoi     |
|  |                         |

|  | Nyctosaurus nanus    |
|  |                      |
|  | Nyctosaurus gracilis |
|  |                      |

|  | Alcione elainus   |
|  |                   |
|  | Simurghia robusta |
|  |                   |

|  | Barbaridactylus grandis |
|  |                         |
|  | Nyctosaurus lamegoi     |
|  |                         |

|  | Nyctosaurus nanus    |
|  |                      |
|  | Nyctosaurus gracilis |
|  |                      |

|  | Barbaridactylus grandis |
|  |                         |
|  | Nyctosaurus lamegoi     |
|  |                         |

|  | Nyctosaurus nanus    |
|  |                      |
|  | Nyctosaurus gracilis |
|  |                      |

|  | Barbaridactylus grandis |
|  |                         |
|  | Nyctosaurus lamegoi     |
|  |                         |

|  | Nyctosaurus nanus    |
|  |                      |
|  | Nyctosaurus gracilis |
|  |                      |

|  | Barbaridactylus grandis |
|  |                         |
|  | Nyctosaurus lamegoi     |
|  |                         |

|  | Nyctosaurus nanus    |
|  |                      |
|  | Nyctosaurus gracilis |
|  |                      |

|  | Alcione elainus   |
|  |                   |
|  | Simurghia robusta |
|  |                   |

|  | Barbaridactylus grandis |
|  |                         |
|  | Nyctosaurus lamegoi     |
|  |                         |

|  | Nyctosaurus nanus    |
|  |                      |
|  | Nyctosaurus gracilis |
|  |                      |

|  | Barbaridactylus grandis |
|  |                         |
|  | Nyctosaurus lamegoi     |
|  |                         |

|  | Nyctosaurus nanus    |
|  |                      |
|  | Nyctosaurus gracilis |
|  |                      |

|  | Barbaridactylus grandis |
|  |                         |
|  | Nyctosaurus lamegoi     |
|  |                         |

|  | Nyctosaurus nanus    |
|  |                      |
|  | Nyctosaurus gracilis |
|  |                      |

|  | Barbaridactylus grandis |
|  |                         |
|  | Nyctosaurus lamegoi     |
|  |                         |

|  | Nyctosaurus nanus    |
|  |                      |
|  | Nyctosaurus gracilis |
|  |                      |

|  | Alcione elainus   |
|  |                   |
|  | Simurghia robusta |
|  |                   |

|  | Barbaridactylus grandis |
|  |                         |
|  | Nyctosaurus lamegoi     |
|  |                         |

|  | Nyctosaurus nanus    |
|  |                      |
|  | Nyctosaurus gracilis |
|  |                      |

|  | Barbaridactylus grandis |
|  |                         |
|  | Nyctosaurus lamegoi     |
|  |                         |

|  | Nyctosaurus nanus    |
|  |                      |
|  | Nyctosaurus gracilis |
|  |                      |

|  | Barbaridactylus grandis |
|  |                         |
|  | Nyctosaurus lamegoi     |
|  |                         |

|  | Nyctosaurus nanus    |
|  |                      |
|  | Nyctosaurus gracilis |
|  |                      |

|  | Barbaridactylus grandis |
|  |                         |
|  | Nyctosaurus lamegoi     |
|  |                         |

|  | Nyctosaurus nanus    |
|  |                      |
|  | Nyctosaurus gracilis |
|  |                      |

|  | Alcione elainus   |
|  |                   |
|  | Simurghia robusta |
|  |                   |

|  | Barbaridactylus grandis |
|  |                         |
|  | Nyctosaurus lamegoi     |
|  |                         |

|  | Nyctosaurus nanus    |
|  |                      |
|  | Nyctosaurus gracilis |
|  |                      |

|  | Barbaridactylus grandis |
|  |                         |
|  | Nyctosaurus lamegoi     |
|  |                         |

|  | Nyctosaurus nanus    |
|  |                      |
|  | Nyctosaurus gracilis |
|  |                      |

|  | Barbaridactylus grandis |
|  |                         |
|  | Nyctosaurus lamegoi     |
|  |                         |

|  | Nyctosaurus nanus    |
|  |                      |
|  | Nyctosaurus gracilis |
|  |                      |

|  | Barbaridactylus grandis |
|  |                         |
|  | Nyctosaurus lamegoi     |
|  |                         |

|  | Nyctosaurus nanus    |
|  |                      |
|  | Nyctosaurus gracilis |
|  |                      |

|  | \| \| Pteranodon sternbergi \| \| \| \| \| \| Pteranodon longiceps \| \| \| \| |
|  |                                                                                |
|  | Tethydraco regalis                                                             |
|  |                                                                                |
|  | Pteranodon sternbergi                                                          |
|  |                                                                                |
|  | Pteranodon longiceps                                                           |
|  |                                                                                |

|  | Pteranodon sternbergi |
|  |                       |
|  | Pteranodon longiceps  |
|  |                       |

|  | \| \| Pteranodon sternbergi \| \| \| \| \| \| Pteranodon longiceps \| \| \| \| |
|  |                                                                                |
|  | Tethydraco regalis                                                             |
|  |                                                                                |
|  | Pteranodon sternbergi                                                          |
|  |                                                                                |
|  | Pteranodon longiceps                                                           |
|  |                                                                                |

|  | Pteranodon sternbergi |
|  |                       |
|  | Pteranodon longiceps  |
|  |                       |

|  | Alcione elainus   |
|  |                   |
|  | Simurghia robusta |
|  |                   |

|  | Barbaridactylus grandis |
|  |                         |
|  | Nyctosaurus lamegoi     |
|  |                         |

|  | Nyctosaurus nanus    |
|  |                      |
|  | Nyctosaurus gracilis |
|  |                      |

|  | Barbaridactylus grandis |
|  |                         |
|  | Nyctosaurus lamegoi     |
|  |                         |

|  | Nyctosaurus nanus    |
|  |                      |
|  | Nyctosaurus gracilis |
|  |                      |

|  | Barbaridactylus grandis |
|  |                         |
|  | Nyctosaurus lamegoi     |
|  |                         |

|  | Nyctosaurus nanus    |
|  |                      |
|  | Nyctosaurus gracilis |
|  |                      |

|  | Barbaridactylus grandis |
|  |                         |
|  | Nyctosaurus lamegoi     |
|  |                         |

|  | Nyctosaurus nanus    |
|  |                      |
|  | Nyctosaurus gracilis |
|  |                      |

|  | Alcione elainus   |
|  |                   |
|  | Simurghia robusta |
|  |                   |

|  | Barbaridactylus grandis |
|  |                         |
|  | Nyctosaurus lamegoi     |
|  |                         |

|  | Nyctosaurus nanus    |
|  |                      |
|  | Nyctosaurus gracilis |
|  |                      |

|  | Barbaridactylus grandis |
|  |                         |
|  | Nyctosaurus lamegoi     |
|  |                         |

|  | Nyctosaurus nanus    |
|  |                      |
|  | Nyctosaurus gracilis |
|  |                      |

|  | Barbaridactylus grandis |
|  |                         |
|  | Nyctosaurus lamegoi     |
|  |                         |

|  | Nyctosaurus nanus    |
|  |                      |
|  | Nyctosaurus gracilis |
|  |                      |

|  | Barbaridactylus grandis |
|  |                         |
|  | Nyctosaurus lamegoi     |
|  |                         |

|  | Nyctosaurus nanus    |
|  |                      |
|  | Nyctosaurus gracilis |
|  |                      |

|  | Alcione elainus   |
|  |                   |
|  | Simurghia robusta |
|  |                   |

|  | Barbaridactylus grandis |
|  |                         |
|  | Nyctosaurus lamegoi     |
|  |                         |

|  | Nyctosaurus nanus    |
|  |                      |
|  | Nyctosaurus gracilis |
|  |                      |

|  | Barbaridactylus grandis |
|  |                         |
|  | Nyctosaurus lamegoi     |
|  |                         |

|  | Nyctosaurus nanus    |
|  |                      |
|  | Nyctosaurus gracilis |
|  |                      |

|  | Barbaridactylus grandis |
|  |                         |
|  | Nyctosaurus lamegoi     |
|  |                         |

|  | Nyctosaurus nanus    |
|  |                      |
|  | Nyctosaurus gracilis |
|  |                      |

|  | Barbaridactylus grandis |
|  |                         |
|  | Nyctosaurus lamegoi     |
|  |                         |

|  | Nyctosaurus nanus    |
|  |                      |
|  | Nyctosaurus gracilis |
|  |                      |

|  | Alcione elainus   |
|  |                   |
|  | Simurghia robusta |
|  |                   |

|  | Barbaridactylus grandis |
|  |                         |
|  | Nyctosaurus lamegoi     |
|  |                         |

|  | Nyctosaurus nanus    |
|  |                      |
|  | Nyctosaurus gracilis |
|  |                      |

|  | Barbaridactylus grandis |
|  |                         |
|  | Nyctosaurus lamegoi     |
|  |                         |

|  | Nyctosaurus nanus    |
|  |                      |
|  | Nyctosaurus gracilis |
|  |                      |

|  | Barbaridactylus grandis |
|  |                         |
|  | Nyctosaurus lamegoi     |
|  |                         |

|  | Nyctosaurus nanus    |
|  |                      |
|  | Nyctosaurus gracilis |
|  |                      |

|  | Barbaridactylus grandis |
|  |                         |
|  | Nyctosaurus lamegoi     |
|  |                         |

|  | Nyctosaurus nanus    |
|  |                      |
|  | Nyctosaurus gracilis |
|  |                      |

|  | Alcione elainus   |
|  |                   |
|  | Simurghia robusta |
|  |                   |

|  | Barbaridactylus grandis |
|  |                         |
|  | Nyctosaurus lamegoi     |
|  |                         |

|  | Nyctosaurus nanus    |
|  |                      |
|  | Nyctosaurus gracilis |
|  |                      |

|  | Barbaridactylus grandis |
|  |                         |
|  | Nyctosaurus lamegoi     |
|  |                         |

|  | Nyctosaurus nanus    |
|  |                      |
|  | Nyctosaurus gracilis |
|  |                      |

|  | Barbaridactylus grandis |
|  |                         |
|  | Nyctosaurus lamegoi     |
|  |                         |

|  | Nyctosaurus nanus    |
|  |                      |
|  | Nyctosaurus gracilis |
|  |                      |

|  | Barbaridactylus grandis |
|  |                         |
|  | Nyctosaurus lamegoi     |
|  |                         |

|  | Nyctosaurus nanus    |
|  |                      |
|  | Nyctosaurus gracilis |
|  |                      |

|  | Alcione elainus   |
|  |                   |
|  | Simurghia robusta |
|  |                   |

|  | Barbaridactylus grandis |
|  |                         |
|  | Nyctosaurus lamegoi     |
|  |                         |

|  | Nyctosaurus nanus    |
|  |                      |
|  | Nyctosaurus gracilis |
|  |                      |

|  | Barbaridactylus grandis |
|  |                         |
|  | Nyctosaurus lamegoi     |
|  |                         |

|  | Nyctosaurus nanus    |
|  |                      |
|  | Nyctosaurus gracilis |
|  |                      |

|  | Barbaridactylus grandis |
|  |                         |
|  | Nyctosaurus lamegoi     |
|  |                         |

|  | Nyctosaurus nanus    |
|  |                      |
|  | Nyctosaurus gracilis |
|  |                      |

|  | Barbaridactylus grandis |
|  |                         |
|  | Nyctosaurus lamegoi     |
|  |                         |

|  | Nyctosaurus nanus    |
|  |                      |
|  | Nyctosaurus gracilis |
|  |                      |

|  | Alcione elainus   |
|  |                   |
|  | Simurghia robusta |
|  |                   |

|  | Barbaridactylus grandis |
|  |                         |
|  | Nyctosaurus lamegoi     |
|  |                         |

|  | Nyctosaurus nanus    |
|  |                      |
|  | Nyctosaurus gracilis |
|  |                      |

|  | Barbaridactylus grandis |
|  |                         |
|  | Nyctosaurus lamegoi     |
|  |                         |

|  | Nyctosaurus nanus    |
|  |                      |
|  | Nyctosaurus gracilis |
|  |                      |

|  | Barbaridactylus grandis |
|  |                         |
|  | Nyctosaurus lamegoi     |
|  |                         |

|  | Nyctosaurus nanus    |
|  |                      |
|  | Nyctosaurus gracilis |
|  |                      |

|  | Barbaridactylus grandis |
|  |                         |
|  | Nyctosaurus lamegoi     |
|  |                         |

|  | Nyctosaurus nanus    |
|  |                      |
|  | Nyctosaurus gracilis |
|  |                      |

|  | Alcione elainus   |
|  |                   |
|  | Simurghia robusta |
|  |                   |

|  | Barbaridactylus grandis |
|  |                         |
|  | Nyctosaurus lamegoi     |
|  |                         |

|  | Nyctosaurus nanus    |
|  |                      |
|  | Nyctosaurus gracilis |
|  |                      |

|  | Barbaridactylus grandis |
|  |                         |
|  | Nyctosaurus lamegoi     |
|  |                         |

|  | Nyctosaurus nanus    |
|  |                      |
|  | Nyctosaurus gracilis |
|  |                      |

|  | Barbaridactylus grandis |
|  |                         |
|  | Nyctosaurus lamegoi     |
|  |                         |

|  | Nyctosaurus nanus    |
|  |                      |
|  | Nyctosaurus gracilis |
|  |                      |

|  | Barbaridactylus grandis |
|  |                         |
|  | Nyctosaurus lamegoi     |
|  |                         |

|  | Nyctosaurus nanus    |
|  |                      |
|  | Nyctosaurus gracilis |
|  |                      |

Come parte di una monografia del 2022 su Quetzalcoatlus, Brian Andres suggerirono che Barbaridactylus potrebbe rappresentare un'ulteriore specie del genere Nyctosaurus.
|  | \| \| Pteranodon longiceps \| \| \| \| \| \| Geosternbergia sternbergi \| \| \| \| |
|  |                                                                                    |
|  | Pteranodon longiceps                                                               |
|  |                                                                                    |
|  | Geosternbergia sternbergi                                                          |
|  |                                                                                    |

|  | Pteranodon longiceps      |
|  |                           |
|  | Geosternbergia sternbergi |
|  |                           |

|  | \| \| Pteranodon longiceps \| \| \| \| \| \| Geosternbergia sternbergi \| \| \| \| |
|  |                                                                                    |
|  | Pteranodon longiceps                                                               |
|  |                                                                                    |
|  | Geosternbergia sternbergi                                                          |
|  |                                                                                    |

|  | Pteranodon longiceps      |
|  |                           |
|  | Geosternbergia sternbergi |
|  |                           |

|  | Alcione   |
|  |           |
|  | Simurghia |
|  |           |

|  | Nyctosaurus grandis (=Barbaridactylus) |
|  |                                        |
|  | Nyctosaurus lamegoi                    |
|  |                                        |

|  | Nyctosaurus nanus    |
|  |                      |
|  | Nyctosaurus gracilis |
|  |                      |

|  | Nyctosaurus grandis (=Barbaridactylus) |
|  |                                        |
|  | Nyctosaurus lamegoi                    |
|  |                                        |

|  | Nyctosaurus nanus    |
|  |                      |
|  | Nyctosaurus gracilis |
|  |                      |

|  | Nyctosaurus grandis (=Barbaridactylus) |
|  |                                        |
|  | Nyctosaurus lamegoi                    |
|  |                                        |

|  | Nyctosaurus nanus    |
|  |                      |
|  | Nyctosaurus gracilis |
|  |                      |

|  | Nyctosaurus grandis (=Barbaridactylus) |
|  |                                        |
|  | Nyctosaurus lamegoi                    |
|  |                                        |

|  | Nyctosaurus nanus    |
|  |                      |
|  | Nyctosaurus gracilis |
|  |                      |

|  | Alcione   |
|  |           |
|  | Simurghia |
|  |           |

|  | Nyctosaurus grandis (=Barbaridactylus) |
|  |                                        |
|  | Nyctosaurus lamegoi                    |
|  |                                        |

|  | Nyctosaurus nanus    |
|  |                      |
|  | Nyctosaurus gracilis |
|  |                      |

|  | Nyctosaurus grandis (=Barbaridactylus) |
|  |                                        |
|  | Nyctosaurus lamegoi                    |
|  |                                        |

|  | Nyctosaurus nanus    |
|  |                      |
|  | Nyctosaurus gracilis |
|  |                      |

|  | Nyctosaurus grandis (=Barbaridactylus) |
|  |                                        |
|  | Nyctosaurus lamegoi                    |
|  |                                        |

|  | Nyctosaurus nanus    |
|  |                      |
|  | Nyctosaurus gracilis |
|  |                      |

|  | Nyctosaurus grandis (=Barbaridactylus) |
|  |                                        |
|  | Nyctosaurus lamegoi                    |
|  |                                        |

|  | Nyctosaurus nanus    |
|  |                      |
|  | Nyctosaurus gracilis |
|  |                      |

|  | Alcione   |
|  |           |
|  | Simurghia |
|  |           |

|  | Nyctosaurus grandis (=Barbaridactylus) |
|  |                                        |
|  | Nyctosaurus lamegoi                    |
|  |                                        |

|  | Nyctosaurus nanus    |
|  |                      |
|  | Nyctosaurus gracilis |
|  |                      |

|  | Nyctosaurus grandis (=Barbaridactylus) |
|  |                                        |
|  | Nyctosaurus lamegoi                    |
|  |                                        |

|  | Nyctosaurus nanus    |
|  |                      |
|  | Nyctosaurus gracilis |
|  |                      |

|  | Nyctosaurus grandis (=Barbaridactylus) |
|  |                                        |
|  | Nyctosaurus lamegoi                    |
|  |                                        |

|  | Nyctosaurus nanus    |
|  |                      |
|  | Nyctosaurus gracilis |
|  |                      |

|  | Nyctosaurus grandis (=Barbaridactylus) |
|  |                                        |
|  | Nyctosaurus lamegoi                    |
|  |                                        |

|  | Nyctosaurus nanus    |
|  |                      |
|  | Nyctosaurus gracilis |
|  |                      |

|  | Alcione   |
|  |           |
|  | Simurghia |
|  |           |

|  | Nyctosaurus grandis (=Barbaridactylus) |
|  |                                        |
|  | Nyctosaurus lamegoi                    |
|  |                                        |

|  | Nyctosaurus nanus    |
|  |                      |
|  | Nyctosaurus gracilis |
|  |                      |

|  | Nyctosaurus grandis (=Barbaridactylus) |
|  |                                        |
|  | Nyctosaurus lamegoi                    |
|  |                                        |

|  | Nyctosaurus nanus    |
|  |                      |
|  | Nyctosaurus gracilis |
|  |                      |

|  | Nyctosaurus grandis (=Barbaridactylus) |
|  |                                        |
|  | Nyctosaurus lamegoi                    |
|  |                                        |

|  | Nyctosaurus nanus    |
|  |                      |
|  | Nyctosaurus gracilis |
|  |                      |

|  | Nyctosaurus grandis (=Barbaridactylus) |
|  |                                        |
|  | Nyctosaurus lamegoi                    |
|  |                                        |

|  | Nyctosaurus nanus    |
|  |                      |
|  | Nyctosaurus gracilis |
|  |                      |

|  | Alcione   |
|  |           |
|  | Simurghia |
|  |           |

|  | Nyctosaurus grandis (=Barbaridactylus) |
|  |                                        |
|  | Nyctosaurus lamegoi                    |
|  |                                        |

|  | Nyctosaurus nanus    |
|  |                      |
|  | Nyctosaurus gracilis |
|  |                      |

|  | Nyctosaurus grandis (=Barbaridactylus) |
|  |                                        |
|  | Nyctosaurus lamegoi                    |
|  |                                        |

|  | Nyctosaurus nanus    |
|  |                      |
|  | Nyctosaurus gracilis |
|  |                      |

|  | Nyctosaurus grandis (=Barbaridactylus) |
|  |                                        |
|  | Nyctosaurus lamegoi                    |
|  |                                        |

|  | Nyctosaurus nanus    |
|  |                      |
|  | Nyctosaurus gracilis |
|  |                      |

|  | Nyctosaurus grandis (=Barbaridactylus) |
|  |                                        |
|  | Nyctosaurus lamegoi                    |
|  |                                        |

|  | Nyctosaurus nanus    |
|  |                      |
|  | Nyctosaurus gracilis |
|  |                      |

|  | Alcione   |
|  |           |
|  | Simurghia |
|  |           |

|  | Nyctosaurus grandis (=Barbaridactylus) |
|  |                                        |
|  | Nyctosaurus lamegoi                    |
|  |                                        |

|  | Nyctosaurus nanus    |
|  |                      |
|  | Nyctosaurus gracilis |
|  |                      |

|  | Nyctosaurus grandis (=Barbaridactylus) |
|  |                                        |
|  | Nyctosaurus lamegoi                    |
|  |                                        |

|  | Nyctosaurus nanus    |
|  |                      |
|  | Nyctosaurus gracilis |
|  |                      |

|  | Nyctosaurus grandis (=Barbaridactylus) |
|  |                                        |
|  | Nyctosaurus lamegoi                    |
|  |                                        |

|  | Nyctosaurus nanus    |
|  |                      |
|  | Nyctosaurus gracilis |
|  |                      |

|  | Nyctosaurus grandis (=Barbaridactylus) |
|  |                                        |
|  | Nyctosaurus lamegoi                    |
|  |                                        |

|  | Nyctosaurus nanus    |
|  |                      |
|  | Nyctosaurus gracilis |
|  |                      |

|  | Alcione   |
|  |           |
|  | Simurghia |
|  |           |

|  | Nyctosaurus grandis (=Barbaridactylus) |
|  |                                        |
|  | Nyctosaurus lamegoi                    |
|  |                                        |

|  | Nyctosaurus nanus    |
|  |                      |
|  | Nyctosaurus gracilis |
|  |                      |

|  | Nyctosaurus grandis (=Barbaridactylus) |
|  |                                        |
|  | Nyctosaurus lamegoi                    |
|  |                                        |

|  | Nyctosaurus nanus    |
|  |                      |
|  | Nyctosaurus gracilis |
|  |                      |

|  | Nyctosaurus grandis (=Barbaridactylus) |
|  |                                        |
|  | Nyctosaurus lamegoi                    |
|  |                                        |

|  | Nyctosaurus nanus    |
|  |                      |
|  | Nyctosaurus gracilis |
|  |                      |

|  | Nyctosaurus grandis (=Barbaridactylus) |
|  |                                        |
|  | Nyctosaurus lamegoi                    |
|  |                                        |

|  | Nyctosaurus nanus    |
|  |                      |
|  | Nyctosaurus gracilis |
|  |                      |

|  | Alcione   |
|  |           |
|  | Simurghia |
|  |           |

|  | Nyctosaurus grandis (=Barbaridactylus) |
|  |                                        |
|  | Nyctosaurus lamegoi                    |
|  |                                        |

|  | Nyctosaurus nanus    |
|  |                      |
|  | Nyctosaurus gracilis |
|  |                      |

|  | Nyctosaurus grandis (=Barbaridactylus) |
|  |                                        |
|  | Nyctosaurus lamegoi                    |
|  |                                        |

|  | Nyctosaurus nanus    |
|  |                      |
|  | Nyctosaurus gracilis |
|  |                      |

|  | Nyctosaurus grandis (=Barbaridactylus) |
|  |                                        |
|  | Nyctosaurus lamegoi                    |
|  |                                        |

|  | Nyctosaurus nanus    |
|  |                      |
|  | Nyctosaurus gracilis |
|  |                      |

|  | Nyctosaurus grandis (=Barbaridactylus) |
|  |                                        |
|  | Nyctosaurus lamegoi                    |
|  |                                        |

|  | Nyctosaurus nanus    |
|  |                      |
|  | Nyctosaurus gracilis |
|  |                      |

## Paleoecologia

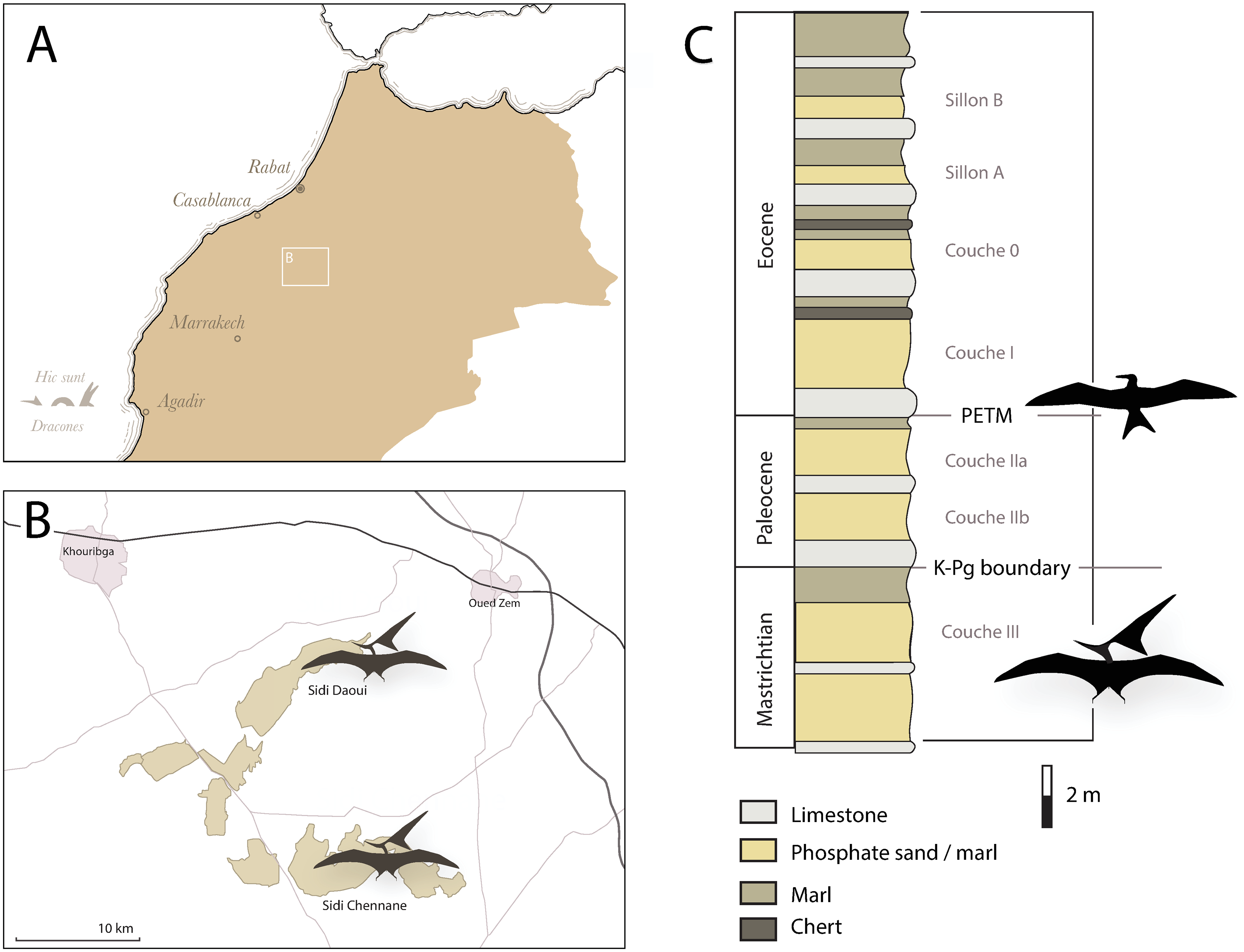
Località e stratigrafia del sito del ritrovamento di Barbaridactylus

Barbaridactylus venne scoperto nei fosfati del Maastrichtiano superiore situati nel bacino di Ouled Abdoun nel Marocco settentrionale. Questa formazione geologica non appartiene ad una formazione, ma è divisa in divari, con Barbaridactylus scoperto in Couche III. Questo strato risale alla fine del Maastrichtiano, circa 1 milione di anni prima dell'evento di estinzione di massa del Cretaceo-Paleogene. Couche III rappresenta l'ecosistema marino più diversificato conosciuto dall'epoca.
Nella regione è conosciuta una grande varietà di vita marina, inclusi squali e pesci ossei, oltre a tartarughe, plesiosauri e una gran varietà di mosasauri. I dinosauri sono una presenza relativamente rara, i cui fossili sono eccezionalmente rari e frammentari, tra cui quelli di abelisauri, lambeosaurini e un sauropode. Gli altri pterosauri della formazione erano originariamente rappresentati solo dall'azhdarchide Phosphatodraco. Tuttavia, oltre a Barbaridactylus, scoperte più recenti hanno rivelato almeno altre cinque specie di pterosauri provenienti da questa località, tra cui i nyctosauridi Alcione e Simurghia, e lo pteranodontide Tethydraco. Nel suo The Princeton Field Guide to Pterosaurs, Gregory S. Paul affermò che Barbaridactylus rappresenta lo stadio adulto di Alcione. Tuttavia, lo studio del 2018 confuta direttamente questa affermazione basandosi sulla cresta deltopettorale a forma di ascia diversa da Alcione.